# Réseau de bus Essonne Sud Ouest
 (octobre 2022).
Si vous disposez d'ouvrages ou d'articles de référence ou si vous connaissez des sites web de qualité traitant du thème abordé ici, merci de compléter l'article en donnant les références utiles à sa vérifiabilité et en les liant à la section « Notes et références ».
Le réseau de bus Essonne Sud Ouest est un réseau de transports en commun par autobus et autocars circulant en Île-de-France, organisé par l'autorité organisatrice Île-de-France Mobilités et la communauté d'agglomération de l'Étampois Sud-Essonne. Il est exploité par la Compagnie française des transports régionaux (CFTR) à travers la société Francilité Ouest Essonne, naissant d'un groupement de la SAVAC et des Cars Lacroix, depuis le 1er août 2022.
Il est composé de 46 lignes qui desservent principalement la communauté de communes Le Dourdannais en Hurepoix et la communauté d'agglomération de l'Étampois Sud-Essonne dans l'Essonne.

## Histoire

### Ouverture à la concurrence
En raison de l'ouverture à la concurrence des transports en commun en Île-de-France, tout ou partie des réseaux opérés par les Cars Dunois, Keolis Ormont, Transdev CEAT, Transdev Rambouillet fusionnent pour devenir le réseau de bus Essonne Sud Ouest le 1er août 2022, correspondant au marché public numéro 24 Ouest établie par Île-de-France Mobilités. Un appel d'offres a donc été lancé par l'autorité organisatrice afin de désigner une entreprise qui succédera à l'exploitation des sociétés Cars Dunois, Keolis Ormont, Transdev CEAT, Transdev Rambouillet pour une durée de quatre ans. C'est finalement le groupe Compagnie française des transports régionaux (CFTR) à travers la société Francilité Ouest Essonne, qui a été désigné lors du conseil d'administration du 17 février 2022.
À la date de son ouverture à la concurrence, le réseau se composait de la ligne 332 des Cars Dunois, des lignes 1, 2, 3, 5, 6, 913.07, 913.08, 913.10, 913.17, 913.50, 68.09, 68.13, 68.14, 68.16, 306.04 et 306.12 de Keolis Ormont, des lignes 41, 42, 43, 44, 45, 10.01, 316, 317, 318, 319, 320, 321, 322, 323, 324, 325, 330 et 331 de Transdev CEAT, des lignes 22, 61, 62 et 63 de Transdev Rambouillet et des lignes 91.02, 91.03 et 91.07 du réseau Albatrans exploitées par les mêmes sociétés.
À cette même date trois services de transport à la demande sont mis en place dans le réseau, les TàD Dourdan, Étampes et Lardy et Étréchy.

### Développement du réseau
Le 6 mars 2023, les lignes 68-13A et 913-07 voient la suppression de quelques arrêts sur leur parcours tandis que la ligne 321 desservira désormais les arrêts situés sur Bouray-sur-Juine le soir
À cette même date le TàD Dourdan desservira désormais la Gare autoroutière de Briis-sous-Forges et la Gare de Saint-Chéron et les communes environnantes (mais ne font plus partie de la desserte au 2 septembre 2024).

#### Renumérotation des lignes
Dès le 2 septembre 2024, le réseau de bus Essonne sud ouest adopte le nouveau principe de numérotation régional unique planifié par Île-de-France Mobilités afin de supprimer les doublons, pour ce réseau la renumérotation a été faite par secteur donc on y retrouve les lignes numérotées de 4401 à 4418 pour le secteur d'Etampes, de 4430 à 4442 pour la Communauté de communes Entre Juine et Renarde et celle du Val d'Essonne et enfin de 4450 à 4463 pour les lignes de Dourdan et Limours.
La correspondance entre anciens et nouveaux numéros est la suivante : 
| Ancien(s) numéro(s) | Nouveau numéro |
| ------------------- | -------------- |
| 1                   | 4401           |
| 2                   | 4402           |
| 3                   | 4403           |
| 5                   | 4405           |
| 6                   | 4406           |
| 22                  | 4450           |
| 41                  | 4451           |
| 42                  | 4452           |
| 43S                 | 4453           |
| 44S                 | 4454           |
| 45S                 | 4455           |
| 61                  | 4461           |
| 62                  | 4462           |
| 63                  | 4463           |
| 68-09               | 4439           |
| 68-13A              | 4456           |
| 68-13B              | 4458           |
| 68-14               | 4438           |
| 68-16               | 4440           |
| 91-07               | 4457           |
| 306-04              | 4459           |
| 306-12              | 4412           |
| 10-01               | 4437           |
| 104                 | 4436           |
| 316                 | 4416           |
| 317                 | 4417           |
| 318                 | 4418           |
| 319                 | 4442           |
| 320                 | 4430           |
| 321                 | 4431           |
| 322                 | 4432           |
| 323                 | 4433           |
| 324                 | 4434           |
| 325                 | 4435           |
| 330                 | 4413           |
| 331                 | 4441           |
| 332                 | 4404           |
| 913-07              | 4407           |
| 913-08              | 4408           |
| 913-10              | 4410           |
| 913-17A             | 4411           |
| 913-17B             | 4414           |
| 913-17C             | 4415           |
| 913-50              | 4409           |

À cette même date le TàD Étréchy-Lardy renommé : TàD Étréchy aura les communes de Chamarande et Janville-sur-Juine ajouté à sa desserte tandis que le TàD Dourdan cessera de desservir les arrêts de la zone Nord-Est.

## Lignes du réseau

### Lignes 4401 à 4418 (secteur Étampois)
| Ligne | Caractéristiques | Caractéristiques | Caractéristiques | Caractéristiques | Caractéristiques | Caractéristiques | Caractéristiques | Caractéristiques | Caractéristiques |
| 4401  | (Circulaire) Étampes — Hôpital ⥋ via le quartier de Guinette | (Circulaire) Étampes — Hôpital ⥋ via le quartier de Guinette                                                            | (Circulaire) Étampes — Hôpital ⥋ via le quartier de Guinette                                                            | (Circulaire) Étampes — Hôpital ⥋ via le quartier de Guinette                                                            | (Circulaire) Étampes — Hôpital ⥋ via le quartier de Guinette                                                            | (Circulaire) Étampes — Hôpital ⥋ via le quartier de Guinette                                                            | (Circulaire) Étampes — Hôpital ⥋ via le quartier de Guinette                                                            | (Circulaire) Étampes — Hôpital ⥋ via le quartier de Guinette                                                            | (Circulaire) Étampes — Hôpital ⥋ via le quartier de Guinette                                                            |
| ----- | --- | --- | --- | --- | --- | --- | --- | --- | --- |
| 4401  | Ouverture / Fermeture 8 janvier 2018 / — | Longueur — | Durée 25-45 min | Nb. d’arrêts 23 | Matériel Citaro Citaro C2 Intouro S 315 NF S 415 NF                                                                     | Jours de fonctionnement L, Ma, Me, J, V, S, D                                                                           | Jour / Soir / Nuit / Fêtes O / N / N / N                                                                                | Voy. / an — | Dépôt Étampes |
| 4401  | Desserte : - Ville et lieux desservis : Étampes - Gare desservie : Étampes | | | | | | | | |
| 4401  | Autre : - Zone traversée : 5 - Arrêts non accessibles aux UFR : — - Amplitudes horaires : La ligne fonctionne du lundi au vendredi de 4 h 30 à 23 h 50, le samedi de 6 h 25 à 21 h 5 et le dimanche de 8 h 30 à 20 h 15. - Particularité : Le départ s'effectue à Gaston Beau du lundi au vendredi en dehors des heures creuses ainsi que les premiers services du samedi. - Date de dernière mise à jour : 27 juillet 2018. | | | | | | | | |
| 4401  | Dernière actualisation : — | | | | | | | | |
| 4402  | (Circulaire) Étampes — Salle des Fêtes ⥋ via le quartier de la Croix de Vernailles | (Circulaire) Étampes — Salle des Fêtes ⥋ via le quartier de la Croix de Vernailles                                      | (Circulaire) Étampes — Salle des Fêtes ⥋ via le quartier de la Croix de Vernailles                                      | (Circulaire) Étampes — Salle des Fêtes ⥋ via le quartier de la Croix de Vernailles                                      | (Circulaire) Étampes — Salle des Fêtes ⥋ via le quartier de la Croix de Vernailles                                      | (Circulaire) Étampes — Salle des Fêtes ⥋ via le quartier de la Croix de Vernailles                                      | (Circulaire) Étampes — Salle des Fêtes ⥋ via le quartier de la Croix de Vernailles                                      | (Circulaire) Étampes — Salle des Fêtes ⥋ via le quartier de la Croix de Vernailles                                      | (Circulaire) Étampes — Salle des Fêtes ⥋ via le quartier de la Croix de Vernailles                                      |
| 4402  | Ouverture / Fermeture 8 janvier 2018 / — | Longueur — | Durée 15-35 min | Nb. d’arrêts 19 | Matériel Citaro Citaro C2 Intouro S 315 NF S 415 NF                                                                     | Jours de fonctionnement L, Ma, Me, J, V, S, D                                                                           | Jour / Soir / Nuit / Fêtes O / N / N / N                                                                                | Voy. / an — | Dépôt Étampes |
| 4402  | Desserte : - Ville et lieux desservis : Étampes - Gare desservie : Étampes | | | | | | | | |
| 4402  | Autre : - Zone traversée : 5 - Arrêts non accessibles aux UFR : — - Amplitudes horaires : La ligne fonctionne du lundi au vendredi de 4 h 40 à 22 h 50, le samedi de 6 h 35 à 21 h 5 et le dimanche de 8 h 45 à 20 h 35. - Particularité : - Le départ s'effectue à Gaston Beau du lundi au vendredi en dehors des heures creuses ainsi que les premiers services du samedi ; - Les arrêts Meuniers, Collège de Guinette et Lycée Saint-Hilaire sont desservis du lundi au samedi en période scolaire aux heures d'entrées et de sorties des établissements. - Date de dernière mise à jour : 27 juillet 2018. | | | | | | | | |
| 4402  | Dernière actualisation : — | | | | | | | | |
| 4403  | (Circulaire) Étampes — Gare RER ⥋ via les quartiers Saint-Martin et Saint-Pierre | (Circulaire) Étampes — Gare RER ⥋ via les quartiers Saint-Martin et Saint-Pierre                                        | (Circulaire) Étampes — Gare RER ⥋ via les quartiers Saint-Martin et Saint-Pierre                                        | (Circulaire) Étampes — Gare RER ⥋ via les quartiers Saint-Martin et Saint-Pierre                                        | (Circulaire) Étampes — Gare RER ⥋ via les quartiers Saint-Martin et Saint-Pierre                                        | (Circulaire) Étampes — Gare RER ⥋ via les quartiers Saint-Martin et Saint-Pierre                                        | (Circulaire) Étampes — Gare RER ⥋ via les quartiers Saint-Martin et Saint-Pierre                                        | (Circulaire) Étampes — Gare RER ⥋ via les quartiers Saint-Martin et Saint-Pierre                                        | (Circulaire) Étampes — Gare RER ⥋ via les quartiers Saint-Martin et Saint-Pierre                                        |
| 4403  | Ouverture / Fermeture 8 janvier 2018 / — | Longueur — | Durée 20-35 min | Nb. d’arrêts 23 | Matériel Sprinter City                                                                                                  | Jours de fonctionnement L, Ma, Me, J, V, S                                                                              | Jour / Soir / Nuit / Fêtes O / N / N / N                                                                                | Voy. / an — | Dépôt Étampes |
| 4403  | Desserte : - Ville et lieux desservis : Étampes - Gares desservies : Étampes et Saint-Martin-d'Étampes | | | | | | | | |
| 4403  | Autre : - Zone traversée : 5 - Arrêts non accessibles aux UFR : — - Amplitudes horaires : La ligne fonctionne du lundi au vendredi de 6 h à 20 h 35 et le samedi en période scolaire de 7 h 50 à 9 h 20 puis de 11 h 40 à 13 h 15. - Particularité : Les arrêts Salle des Fêtes, Libération, Lycée Saint-Hilaire et Lycée Nelson-Mandela sont desservis du lundi au samedi uniquement en période scolaire aux heures d'entrées et de sorties des établissements. - Date de dernière mise à jour : 26 juillet 2020. | | | | | | | | |
| 4403  | Dernière actualisation : — | | | | | | | | |
| 4404  | Gare d'Étampes ⥋ Le Mérévillois — Église | Gare d'Étampes ⥋ Le Mérévillois — Église                                                                                | Gare d'Étampes ⥋ Le Mérévillois — Église                                                                                | Gare d'Étampes ⥋ Le Mérévillois — Église                                                                                | Gare d'Étampes ⥋ Le Mérévillois — Église                                                                                | Gare d'Étampes ⥋ Le Mérévillois — Église                                                                                | Gare d'Étampes ⥋ Le Mérévillois — Église                                                                                | Gare d'Étampes ⥋ Le Mérévillois — Église                                                                                | Gare d'Étampes ⥋ Le Mérévillois — Église                                                                                |
| 4404  | Ouverture / Fermeture — / — | Longueur — | Durée 28 min | Nb. d’arrêts 13 | Matériel — | Jours de fonctionnement L, Ma, Me, J, V                                                                                 | Jour / Soir / Nuit / Fêtes O / N / N / N                                                                                | Voy. / an — | Dépôt — |
| 4404  | Desserte : - Villes et lieux desservis : Étampes, Ormoy-la-Rivière, Saint-Cyr-la-Rivière, Saclas et Le Mérévillois - Gares desservies : Étampes | | | | | | | | |
| 4404  | Autre : - Zone traversée : 5 - Arrêts non accessibles aux UFR : — - Amplitudes horaires : La ligne fonctionne du lundi au vendredi de 6 h 25 à 20 h 15. - Date de dernière mise à jour : 30 juin 2022. | | | | | | | | |
| 4404  | Dernière actualisation : — | | | | | | | | |
| 4405  | (Circulaire) Étampes — Hôpital ⥋ via les quartiers Saint-Pierre, de la Croix de Vernailles, de Guinette et Saint-Martin | (Circulaire) Étampes — Hôpital ⥋ via les quartiers Saint-Pierre, de la Croix de Vernailles, de Guinette et Saint-Martin | (Circulaire) Étampes — Hôpital ⥋ via les quartiers Saint-Pierre, de la Croix de Vernailles, de Guinette et Saint-Martin | (Circulaire) Étampes — Hôpital ⥋ via les quartiers Saint-Pierre, de la Croix de Vernailles, de Guinette et Saint-Martin | (Circulaire) Étampes — Hôpital ⥋ via les quartiers Saint-Pierre, de la Croix de Vernailles, de Guinette et Saint-Martin | (Circulaire) Étampes — Hôpital ⥋ via les quartiers Saint-Pierre, de la Croix de Vernailles, de Guinette et Saint-Martin | (Circulaire) Étampes — Hôpital ⥋ via les quartiers Saint-Pierre, de la Croix de Vernailles, de Guinette et Saint-Martin | (Circulaire) Étampes — Hôpital ⥋ via les quartiers Saint-Pierre, de la Croix de Vernailles, de Guinette et Saint-Martin | (Circulaire) Étampes — Hôpital ⥋ via les quartiers Saint-Pierre, de la Croix de Vernailles, de Guinette et Saint-Martin |
| 4405  | Ouverture / Fermeture 8 janvier 2018 / — | Longueur — | Durée 10-60 min | Nb. d’arrêts 44 | Matériel Citaro Citaro C2 Intouro S 315 NF S 415 NF                                                                     | Jours de fonctionnement L, Ma, Me, J, V, S, D                                                                           | Jour / Soir / Nuit / Fêtes O / N / N / N                                                                                | Voy. / an — | Dépôt Étampes |
| 4405  | Desserte : - Ville et lieux desservis : Étampes - Gare desservie : Saint-Martin-d'Étampes | | | | | | | | |
| 4405  | Autre : - Zone traversée : 5 - Arrêts non accessibles aux UFR : — - Amplitudes horaires : La ligne fonctionne du lundi au vendredi de 9 h 30 à 17 h 30, le samedi jusqu'à 20 h 30 et le dimanche de 18 h 15 à 18 h 55. - Particularité : Le dimanche, il existe un service de Hôpital à Chasseurs / Gare Saint-Martin. - Date de dernière mise à jour : 27 juillet 2018. | | | | | | | | |
| 4405  | Dernière actualisation : — | | | | | | | | |
| 4406  | (Circulaire) Étampes — Hôpital ⥋ via les quartiers Saint-Martin, de Guinette, de la Croix de Vernailles et Saint-Pierre | (Circulaire) Étampes — Hôpital ⥋ via les quartiers Saint-Martin, de Guinette, de la Croix de Vernailles et Saint-Pierre | (Circulaire) Étampes — Hôpital ⥋ via les quartiers Saint-Martin, de Guinette, de la Croix de Vernailles et Saint-Pierre | (Circulaire) Étampes — Hôpital ⥋ via les quartiers Saint-Martin, de Guinette, de la Croix de Vernailles et Saint-Pierre | (Circulaire) Étampes — Hôpital ⥋ via les quartiers Saint-Martin, de Guinette, de la Croix de Vernailles et Saint-Pierre | (Circulaire) Étampes — Hôpital ⥋ via les quartiers Saint-Martin, de Guinette, de la Croix de Vernailles et Saint-Pierre | (Circulaire) Étampes — Hôpital ⥋ via les quartiers Saint-Martin, de Guinette, de la Croix de Vernailles et Saint-Pierre | (Circulaire) Étampes — Hôpital ⥋ via les quartiers Saint-Martin, de Guinette, de la Croix de Vernailles et Saint-Pierre | (Circulaire) Étampes — Hôpital ⥋ via les quartiers Saint-Martin, de Guinette, de la Croix de Vernailles et Saint-Pierre |
| 4406  | Ouverture / Fermeture 8 janvier 2018 / — | Longueur — | Durée 10-65 min | Nb. d’arrêts 42 | Matériel Citaro Citaro C2 Intouro S 315 NF S 415 NF                                                                     | Jours de fonctionnement L, Ma, Me, J, V, S, D                                                                           | Jour / Soir / Nuit / Fêtes O / N / N / N                                                                                | Voy. / an — | Dépôt Étampes |
| 4406  | Desserte : - Ville et lieux desservis : Étampes - Gare desservie : Saint-Martin-d'Étampes | | | | | | | | |
| 4406  | Autre : - Zone traversée : 5 - Arrêts non accessibles aux UFR : — - Amplitudes horaires : La ligne fonctionne du lundi au vendredi de 9 h à 17 h, le samedi jusqu'à 20 h 5 et le dimanche de 13 h 15 à 13 h 55. - Particularité : Le dimanche, il existe de Chasseurs / Bressault à Hôpital. - Date de dernière mise à jour : 27 juillet 2018. | | | | | | | | |
| 4406  | Dernière actualisation : — | | | | | | | | |
| 4407  | Saint-Escobille — Paponville ⥋ Étampes — Lycée G. Saint-Hilaire | Saint-Escobille — Paponville ⥋ Étampes — Lycée G. Saint-Hilaire                                                         | Saint-Escobille — Paponville ⥋ Étampes — Lycée G. Saint-Hilaire                                                         | Saint-Escobille — Paponville ⥋ Étampes — Lycée G. Saint-Hilaire                                                         | Saint-Escobille — Paponville ⥋ Étampes — Lycée G. Saint-Hilaire                                                         | Saint-Escobille — Paponville ⥋ Étampes — Lycée G. Saint-Hilaire                                                         | Saint-Escobille — Paponville ⥋ Étampes — Lycée G. Saint-Hilaire                                                         | Saint-Escobille — Paponville ⥋ Étampes — Lycée G. Saint-Hilaire                                                         | Saint-Escobille — Paponville ⥋ Étampes — Lycée G. Saint-Hilaire                                                         |
| 4407  | Ouverture / Fermeture — / — | Longueur — | Durée 55 min | Nb. d’arrêts 22 | Matériel — | Jours de fonctionnement L, Ma, Me, J, V, S                                                                              | Jour / Soir / Nuit / Fêtes O / N / N / N                                                                                | Voy. / an — | Dépôt Étampes |
| 4407  | Desserte : - Villes et lieux desservis : Saint-Escobille, Authon-la-Plaine, Plessis-Saint-Benoist, Boutervilliers, Chalo-Saint-Mars, Saint-Hilaire et Étampes - Gares desservies : Saint-Martin-d'Étampes et Étampes | | | | | | | | |
| 4407  | Autre : - Zone traversée : 5 - Arrêts non accessibles aux UFR : — - Amplitudes horaires : La ligne fonctionne du lundi au samedi en période scolaire de 7 h 20 à 9 h 25 puis de 15 h 30 à 18 h 25 / de 11 h 35 à 13 h 30 (le mercredi et samedi uniquement). - Date de dernière mise à jour : 24 juillet 2018. | | | | | | | | |
| 4407  | Dernière actualisation : — | | | | | | | | |
| 4408  | Morigny — Traversière ⥋ Étampes — Hôpital | Morigny — Traversière ⥋ Étampes — Hôpital                                                                               | Morigny — Traversière ⥋ Étampes — Hôpital                                                                               | Morigny — Traversière ⥋ Étampes — Hôpital                                                                               | Morigny — Traversière ⥋ Étampes — Hôpital                                                                               | Morigny — Traversière ⥋ Étampes — Hôpital                                                                               | Morigny — Traversière ⥋ Étampes — Hôpital                                                                               | Morigny — Traversière ⥋ Étampes — Hôpital                                                                               | Morigny — Traversière ⥋ Étampes — Hôpital                                                                               |
| 4408  | Ouverture / Fermeture — / — | Longueur — | Durée 30-35 min | Nb. d’arrêts 28 | Matériel Citaro Citaro C2 Intouro S 315 NF S 415 NF                                                                     | Jours de fonctionnement L, Ma, Me, J, V, S, D                                                                           | Jour / Soir / Nuit / Fêtes O / N / N / N                                                                                | Voy. / an — | Dépôt Étampes |
| 4408  | Desserte : - Villes et lieux desservis : Morigny-Champigny et Étampes - Gare desservie : Étampes | | | | | | | | |
| 4408  | Autre : - Zone traversée : 5 - Arrêts non accessibles aux UFR : — - Amplitudes horaires : La ligne fonctionne du lundi au samedi de 8 h 40 à 16 h 50 et le dimanche de 9 h 50 à 18 h. - Date de dernière mise à jour : 27 juillet 2018. | | | | | | | | |
| 4408  | Dernière actualisation : — | | | | | | | | |
| 4409  | Étampes — Gare RER ⥋ Étréchy — Gare RER | Étampes — Gare RER ⥋ Étréchy — Gare RER                                                                                 | Étampes — Gare RER ⥋ Étréchy — Gare RER                                                                                 | Étampes — Gare RER ⥋ Étréchy — Gare RER                                                                                 | Étampes — Gare RER ⥋ Étréchy — Gare RER                                                                                 | Étampes — Gare RER ⥋ Étréchy — Gare RER                                                                                 | Étampes — Gare RER ⥋ Étréchy — Gare RER                                                                                 | Étampes — Gare RER ⥋ Étréchy — Gare RER                                                                                 | Étampes — Gare RER ⥋ Étréchy — Gare RER                                                                                 |
| 4409  | Ouverture / Fermeture — / — | Longueur — | Durée 15-50 min | Nb. d’arrêts 32 | Matériel — | Jours de fonctionnement L, Ma, Me, J, V, S                                                                              | Jour / Soir / Nuit / Fêtes O / N / N / N                                                                                | Voy. / an — | Dépôt Étampes |
| 4409  | Desserte : - Villes et lieux desservis : Étampes, Morigny-Champigny, Auvers-Saint-Georges et Étréchy - Gares desservies : Étampes et Étréchy | | | | | | | | |
| 4409  | Autre : - Zone traversée : 5 - Arrêts non accessibles aux UFR : — - Amplitudes horaires : La ligne fonctionne : - le lundi, mardi, jeudi et vendredi en période scolaire de 5 h 30 à 8 h 20 puis de 16 h à 20 h 50 ; - le mercredi en période scolaire de 5 h 30 à 8 h 20 puis de 11 h 35 à 20 h 50 ; - le samedi en période scolaire de 7 h 40 à 8 h 20 puis de 11 h 35 à 13 h 20 ; - du lundi au vendredi en période de vacances scolaires de 5 h 30 à 8 h 5 puis de 17 h 30 à 20 h 50. - Particularité : La ligne est prolongée jusqu'à Lycée N. Mandela en période scolaire aux heures d'entrée et de sortie des établissements. - Date de dernière mise à jour : 24 juillet 2018. | | | | | | | | |
| 4409  | Dernière actualisation : — | | | | | | | | |
| 4410  | Chalo-Saint-Mars — Rue des Sablons ⥋ Étampes RER | Chalo-Saint-Mars — Rue des Sablons ⥋ Étampes RER                                                                        | Chalo-Saint-Mars — Rue des Sablons ⥋ Étampes RER                                                                        | Chalo-Saint-Mars — Rue des Sablons ⥋ Étampes RER                                                                        | Chalo-Saint-Mars — Rue des Sablons ⥋ Étampes RER                                                                        | Chalo-Saint-Mars — Rue des Sablons ⥋ Étampes RER                                                                        | Chalo-Saint-Mars — Rue des Sablons ⥋ Étampes RER                                                                        | Chalo-Saint-Mars — Rue des Sablons ⥋ Étampes RER                                                                        | Chalo-Saint-Mars — Rue des Sablons ⥋ Étampes RER                                                                        |
| 4410  | Ouverture / Fermeture — / — | Longueur — | Durée 15-55 min | Nb. d’arrêts 32 | Matériel — | Jours de fonctionnement L, Ma, Me, J, V, S                                                                              | Jour / Soir / Nuit / Fêtes O / N / N / N                                                                                | Voy. / an — | Dépôt Étampes |
| 4410  | Desserte : - Ville et lieux desservis : Mérobert, Congerville-Thionville, Chalou-Moulineux, Chalo-Saint-Mars et Étampes - Gares desservies : Saint-Martin-d'Étampes et Étampes | | | | | | | | |
| 4410  | Autre : - Zone traversée : 5 - Arrêts non accessibles aux UFR : — - Amplitudes horaires : La ligne fonctionne : - le lundi, jeudi et vendredi en période scolaire de 5 h 55 à 9 h 25 puis de 15 h 35 à 20 h 40 ; - le mardi en période scolaire de 5 h 55 à 11 h 30 puis de 15 h 35 à 20 h 40 ; - le mercredi en période scolaire de 5 h 55 à 9 h 25 puis de 11 h 35 à 20 h 40 ; - le samedi en période scolaire de 7 h 30 à 9 h 25 puis de 11 h 35 à 13 h 30 ; - le lundi, mercredi, jeudi et vendredi en période de vacances scolaires de 5 h 55 à 7 h 20 puis de 19 h 5 à 20 h 40 ; - le mardi en période de vacances scolaires de 5 h 55 à 11 h 30 puis de 19 h 5 à 20 h 40. - Particularité : Il existe des services entre Mérobert — Aubray (le matin) / Beaumont (le soir) et Lycée N. Mendela du lundi au samedi aux heures d'entrée et de sortie des établissements. - Date de dernière mise à jour : 24 juillet 2018. | | | | | | | | |
| 4410  | Dernière actualisation : — | | | | | | | | |
| 4411  | Mauchamps — Église ⥋ Collège de Guinette | Mauchamps — Église ⥋ Collège de Guinette                                                                                | Mauchamps — Église ⥋ Collège de Guinette                                                                                | Mauchamps — Église ⥋ Collège de Guinette                                                                                | Mauchamps — Église ⥋ Collège de Guinette                                                                                | Mauchamps — Église ⥋ Collège de Guinette                                                                                | Mauchamps — Église ⥋ Collège de Guinette                                                                                | Mauchamps — Église ⥋ Collège de Guinette                                                                                | Mauchamps — Église ⥋ Collège de Guinette                                                                                |
| 4411  | Ouverture / Fermeture — / — | Longueur — | Durée 50-60 min | Nb. d’arrêts 28 | Matériel — | Jours de fonctionnement L, Ma, Me, J, V, S                                                                              | Jour / Soir / Nuit / Fêtes O / N / N / N                                                                                | Voy. / an — | Dépôt Étampes |
| 4411  | Desserte : - Villes et lieux desservis : Étampes, Morigny-Champigny, Brières-les-Scellés, Villeconin, Souzy-la-Briche et Mauchamps - Gare desservie : Étampes | | | | | | | | |
| 4411  | Autre : - Zone traversée : 5 - Arrêts non accessibles aux UFR : — - Amplitudes horaires : — - Particularité : — - Date de dernière mise à jour : 2 septembre 2024. | | | | | | | | |
| 4411  | Dernière actualisation : — | | | | | | | | |
| 4412  | Monnerville — Poste ⥋ Dourdan — Champ de Course | Monnerville — Poste ⥋ Dourdan — Champ de Course                                                                         | Monnerville — Poste ⥋ Dourdan — Champ de Course                                                                         | Monnerville — Poste ⥋ Dourdan — Champ de Course                                                                         | Monnerville — Poste ⥋ Dourdan — Champ de Course                                                                         | Monnerville — Poste ⥋ Dourdan — Champ de Course                                                                         | Monnerville — Poste ⥋ Dourdan — Champ de Course                                                                         | Monnerville — Poste ⥋ Dourdan — Champ de Course                                                                         | Monnerville — Poste ⥋ Dourdan — Champ de Course                                                                         |
| 4412  | Ouverture / Fermeture 1999 / — | Longueur — | Durée 25-65 min | Nb. d’arrêts 17 | Matériel IntouroLion's Intercity                                                                                        | Jours de fonctionnement L, Ma, Me, J, V                                                                                 | Jour / Soir / Nuit / Fêtes O / N / N / N                                                                                | Voy. / an — | Dépôt Étampes |
| 4412  | Desserte : - Villes et lieux desservis : Monnerville, Méréville, Angerville, Pussay, Congerville-Thionville, Saint-Escobille, Authon-la-Plaine, Les Granges-le-Roi et Dourdan - Gares desservies : Dourdan - La Forêt et Angerville | | | | | | | | |
| 4412  | Autre : - Zone traversée : 5 - Arrêts non accessibles aux UFR : — - Amplitudes horaires : La ligne fonctionne : - le lundi, mardi, jeudi et vendredi en période scolaire de 7 h 20 à 9 h 20 puis de 15 h 45 à 18 h 50 ; - le mercredi en période scolaire de 7 h 20 à 8 h 10 puis de 12 h 45 à 18 h 50. - Particularités : La ligne était exploitée en pool avec les cars Perron dès la création de la ligne. Depuis le 1er septembre 2019, à la suite du rachat des Cars Perron par Transdev Essonne Sud Ouest, la ligne 306-12 est désormais assurée à 100 % par Ormont Transport, les trois MAN Lion's Intercity des Cars Perron ont été repris par Ormont qui les fait rouler sur les 68-13, 306-04 et 306-12 en fonction des jours - Date de dernière mise à jour : 12 avril 2020. | | | | | | | | |
| 4412  | Dernière actualisation : — | | | | | | | | |
| 4413  | Angerville — Brigeollet ⥋ Gare d'Étampes ⥋ Arpajon — Porte d'Étampes | Angerville — Brigeollet ⥋ Gare d'Étampes ⥋ Arpajon — Porte d'Étampes                                                    | Angerville — Brigeollet ⥋ Gare d'Étampes ⥋ Arpajon — Porte d'Étampes                                                    | Angerville — Brigeollet ⥋ Gare d'Étampes ⥋ Arpajon — Porte d'Étampes                                                    | Angerville — Brigeollet ⥋ Gare d'Étampes ⥋ Arpajon — Porte d'Étampes                                                    | Angerville — Brigeollet ⥋ Gare d'Étampes ⥋ Arpajon — Porte d'Étampes                                                    | Angerville — Brigeollet ⥋ Gare d'Étampes ⥋ Arpajon — Porte d'Étampes                                                    | Angerville — Brigeollet ⥋ Gare d'Étampes ⥋ Arpajon — Porte d'Étampes                                                    | Angerville — Brigeollet ⥋ Gare d'Étampes ⥋ Arpajon — Porte d'Étampes                                                    |
| 4413  | Ouverture / Fermeture 4 mars 2013 / — | Longueur — | Durée 25-80 min | Nb. d’arrêts 33 | Matériel — | Jours de fonctionnement L, Ma, Me, J, V, S                                                                              | Jour / Soir / Nuit / Fêtes O / N / N / N                                                                                | Voy. / an — | Dépôt Boissy-le-Cutté                                                                                                   |
| 4413  | Desserte : - Villes et lieux desservis : Angerville, Dommerville, Pussay, Monnerville, Guillerval, Étampes, Morigny-Champigny, Étréchy, Boissy-sous-Saint-Yon, Avrainville et Arpajon - Gares desservies : Étréchy, Angerville, Monnerville et Étampes | | | | | | | | |
| 4413  | Autre : - Zone traversée : 5 - Arrêts non accessibles aux UFR : — - Amplitudes horaires : La ligne fonctionne du lundi au vendredi de 5 h 10 à 21 h 25 et le samedi de 7 h 15 à 20 h 35. - Date de dernière mise à jour : 2 septembre 2024. | | | | | | | | |
| 4413  | Dernière actualisation : — | | | | | | | | |
| 4414  | Chauffour-lès-Étréchy ⥋ Collège de Guinette | Chauffour-lès-Étréchy ⥋ Collège de Guinette                                                                             | Chauffour-lès-Étréchy ⥋ Collège de Guinette                                                                             | Chauffour-lès-Étréchy ⥋ Collège de Guinette                                                                             | Chauffour-lès-Étréchy ⥋ Collège de Guinette                                                                             | Chauffour-lès-Étréchy ⥋ Collège de Guinette                                                                             | Chauffour-lès-Étréchy ⥋ Collège de Guinette                                                                             | Chauffour-lès-Étréchy ⥋ Collège de Guinette                                                                             | Chauffour-lès-Étréchy ⥋ Collège de Guinette                                                                             |
| 4414  | Ouverture / Fermeture 1er août 2022 / — | Longueur — | Durée 40 min | Nb. d’arrêts 22 | Matériel — | Jours de fonctionnement L, Ma, Me, J, V, S                                                                              | Jour / Soir / Nuit / Fêtes O / N / N / N                                                                                | Voy. / an — | Dépôt Étampes |
| 4414  | Desserte : - Villes et lieux desservis : Étampes, Morigny-Champigny, Boissy-le-Sec, Villeconin et Chauffour-lès-Étréchy - Gare desservie : Étampes | | | | | | | | |
| 4414  | Autre : - Zone traversée : 5 - Arrêts non accessibles aux UFR : — - Amplitudes horaires : — - Particularité : — - Date de dernière mise à jour : 2 septembre 2024. | | | | | | | | |
| 4414  | Dernière actualisation : — | | | | | | | | |
| 4415  | Brières-les-Scellés — Mairie ⥋ Étampes RER / Étampes — Hôpital (aux heures creuses) | Brières-les-Scellés — Mairie ⥋ Étampes RER / Étampes — Hôpital (aux heures creuses)                                     | Brières-les-Scellés — Mairie ⥋ Étampes RER / Étampes — Hôpital (aux heures creuses)                                     | Brières-les-Scellés — Mairie ⥋ Étampes RER / Étampes — Hôpital (aux heures creuses)                                     | Brières-les-Scellés — Mairie ⥋ Étampes RER / Étampes — Hôpital (aux heures creuses)                                     | Brières-les-Scellés — Mairie ⥋ Étampes RER / Étampes — Hôpital (aux heures creuses)                                     | Brières-les-Scellés — Mairie ⥋ Étampes RER / Étampes — Hôpital (aux heures creuses)                                     | Brières-les-Scellés — Mairie ⥋ Étampes RER / Étampes — Hôpital (aux heures creuses)                                     | Brières-les-Scellés — Mairie ⥋ Étampes RER / Étampes — Hôpital (aux heures creuses)                                     |
| 4415  | Ouverture / Fermeture 1er août 2022 / — | Longueur — | Durée 10-30 min | Nb. d’arrêts 20 | Matériel — | Jours de fonctionnement L, Ma, Me, J, V, S                                                                              | Jour / Soir / Nuit / Fêtes O / N / N / N                                                                                | Voy. / an — | Dépôt Étampes |
| 4415  | Desserte : - Villes et lieux desservis : Étampes, Morigny-Champigny et Brières-les-Scellés - Gare desservie : Étampes | | | | | | | | |
| 4415  | Autre : - Zone traversée : 5 - Arrêts non accessibles aux UFR : — - Amplitudes horaires : — - Particularité : — - Date de dernière mise à jour : 14 juillet 2022. | | | | | | | | |
| 4415  | Dernière actualisation : — | | | | | | | | |
| 4416  | Méréville — Montreau ⥋ Étampes — HLM Bas | Méréville — Montreau ⥋ Étampes — HLM Bas                                                                                | Méréville — Montreau ⥋ Étampes — HLM Bas                                                                                | Méréville — Montreau ⥋ Étampes — HLM Bas                                                                                | Méréville — Montreau ⥋ Étampes — HLM Bas                                                                                | Méréville — Montreau ⥋ Étampes — HLM Bas                                                                                | Méréville — Montreau ⥋ Étampes — HLM Bas                                                                                | Méréville — Montreau ⥋ Étampes — HLM Bas                                                                                | Méréville — Montreau ⥋ Étampes — HLM Bas                                                                                |
| 4416  | Ouverture / Fermeture 1er septembre 2016 / — | Longueur — | Durée 45 min | Nb. d’arrêts 14 | Matériel — | Jours de fonctionnement L, Ma, Me, J, V, S                                                                              | Jour / Soir / Nuit / Fêtes O / N / N / N                                                                                | Voy. / an — | Dépôt Étampes |
| 4416  | Desserte : - Villes et lieux desservis : Méréville, Saclas, Saint-Cyr-la-Rivière, Ormoy-la-Rivière et Étampes | | | | | | | | |
| 4416  | Autre : - Zone traversée : 5 - Arrêts non accessibles aux UFR : — - Amplitudes horaires : La ligne fonctionne en période scolaire : - du lundi au vendredi de 7 h 15 à 9 h 15 puis de : - 16 h 35 à 18 h 35 (lundi, mardi, jeudi et vendredi) - de 12 h 45 à 13 h 30 (mercredi uniquement) - le samedi de 7 h 25 à 8 h 10 puis de 12 h 45 à 13 h 30. - Date de dernière mise à jour : 2 septembre 2024. | | | | | | | | |
| 4416  | Dernière actualisation : — | | | | | | | | |
| 4417  | Estouches ⥋ Étampes — HLM Bas | Estouches ⥋ Étampes — HLM Bas                                                                                           | Estouches ⥋ Étampes — HLM Bas                                                                                           | Estouches ⥋ Étampes — HLM Bas                                                                                           | Estouches ⥋ Étampes — HLM Bas                                                                                           | Estouches ⥋ Étampes — HLM Bas                                                                                           | Estouches ⥋ Étampes — HLM Bas                                                                                           | Estouches ⥋ Étampes — HLM Bas                                                                                           | Estouches ⥋ Étampes — HLM Bas                                                                                           |
| 4417  | Ouverture / Fermeture 1er septembre 2016 / — | Longueur — | Durée 40 min | Nb. d’arrêts 13 | Matériel — | Jours de fonctionnement L, Ma, Me, J, V                                                                                 | Jour / Soir / Nuit / Fêtes O / N / N / N                                                                                | Voy. / an — | Dépôt Boissy-le-Cutté                                                                                                   |
| 4417  | Desserte : - Villes et lieux desservis : Estouches, Méréville, Saclas, Saint-Cyr-la-Rivière, Ormoy-la-Rivière et Étampes | | | | | | | | |
| 4417  | Autre : - Zone traversée : 5 - Arrêts non accessibles aux UFR : — - Amplitudes horaires : La ligne fonctionne en période scolaire - du lundi au vendredi de 7 h 20 à 9 h 15 puis de 16 h 35 à 18 h 30 (lundi, mardi, jeudi et vendredi). - de 12 h 45 à 13 h 25 (mercredi uniquement). - le samedi la desserte de la ligne est entièrement reprise par la ligne 4418. - Date de dernière mise à jour : 2 septembre 2024. | | | | | | | | |
| 4417  | Dernière actualisation : — | | | | | | | | |
| 4418  | Étampes — HLM Bas ⥋ Saint-Cyr-la-Rivière ⥋ Estouches (le samedi uniquement) | Étampes — HLM Bas ⥋ Saint-Cyr-la-Rivière ⥋ Estouches (le samedi uniquement)                                             | Étampes — HLM Bas ⥋ Saint-Cyr-la-Rivière ⥋ Estouches (le samedi uniquement)                                             | Étampes — HLM Bas ⥋ Saint-Cyr-la-Rivière ⥋ Estouches (le samedi uniquement)                                             | Étampes — HLM Bas ⥋ Saint-Cyr-la-Rivière ⥋ Estouches (le samedi uniquement)                                             | Étampes — HLM Bas ⥋ Saint-Cyr-la-Rivière ⥋ Estouches (le samedi uniquement)                                             | Étampes — HLM Bas ⥋ Saint-Cyr-la-Rivière ⥋ Estouches (le samedi uniquement)                                             | Étampes — HLM Bas ⥋ Saint-Cyr-la-Rivière ⥋ Estouches (le samedi uniquement)                                             | Étampes — HLM Bas ⥋ Saint-Cyr-la-Rivière ⥋ Estouches (le samedi uniquement)                                             |
| 4418  | Ouverture / Fermeture 1er septembre 2016 / — | Longueur — | Durée 45-65 min | Nb. d’arrêts 14 (+8) | Matériel — | Jours de fonctionnement L, Ma, Me, J, V, S                                                                              | Jour / Soir / Nuit / Fêtes O / N / N / N                                                                                | Voy. / an — | Dépôt Boissy-le-Cutté                                                                                                   |
| 4418  | Desserte : - Villes et lieux desservis : Estouches, Méréville, Saclas, Saint-Cyr-la-Rivière, Arrancourt, Abbéville-la-Rivière, Fontaine-la-Rivière, Boissy-la-Rivière, Ormoy-la-Rivière, Étampes | | | | | | | | |
| 4418  | Autre : - Zone traversée : 5 - Arrêts non accessibles aux UFR : — - Amplitudes horaires : La ligne fonctionne en période scolaire : - du lundi au vendredi : - de 7 h 15 à 9 h 15 puis de 16 h 35 à 18 h 35 (lundi, mardi, jeudi et vendredi) - de 12 h 45 à 13 h 30 (mercredi uniquement) - le samedi de 7 h 10 à 9 h 15 puis de 12 h 45 à 13 h 50. - Amplitudes horaires : La ligne remplace entièrement la ligne 4417 le samedi et est donc prolongé à Estouches - Date de dernière mise à jour : 2 septembre 2024. | | | | | | | | |
| 4418  | Dernière actualisation : — | | | | | | | | |

### Lignes 4430 à 4442 (Secteur Juine et Renarde)
| Ligne | Caractéristiques | Caractéristiques | Caractéristiques | Caractéristiques | Caractéristiques | Caractéristiques | Caractéristiques | Caractéristiques | Caractéristiques |
| 4430  | Lardy - Collège G. Tillon ⥋ Janville-sur-Juine - Gillevoisin | Lardy - Collège G. Tillon ⥋ Janville-sur-Juine - Gillevoisin | Lardy - Collège G. Tillon ⥋ Janville-sur-Juine - Gillevoisin | Lardy - Collège G. Tillon ⥋ Janville-sur-Juine - Gillevoisin | Lardy - Collège G. Tillon ⥋ Janville-sur-Juine - Gillevoisin | Lardy - Collège G. Tillon ⥋ Janville-sur-Juine - Gillevoisin | Lardy - Collège G. Tillon ⥋ Janville-sur-Juine - Gillevoisin | Lardy - Collège G. Tillon ⥋ Janville-sur-Juine - Gillevoisin | Lardy - Collège G. Tillon ⥋ Janville-sur-Juine - Gillevoisin |
| ----- | --- | --- | --- | --- | --- | --- | --- | --- | --- |
| 4430  | Ouverture / Fermeture 1er septembre 2015 / — | Longueur 10,80 km | Durée 15-20 min | Nb. d’arrêts 11 | Matériel — | Jours de fonctionnement L, Ma, Me, J, V | Jour / Soir / Nuit / Fêtes O / N / N / N | Voy. / an — | Dépôt — |
| 4430  | Desserte : - Villes et lieux desservis : Lardy, Bouray-sur-Juine, Janville-sur-Juine. | | | | | | | | |
| 4430  | Autre : - Zone traversée : 5. - Arrêts non accessibles aux UFR : — - Amplitudes horaires : La ligne fonctionne du lundi au vendredi en période scolaire de 7 h 35 à 9 h puis de : - 15 h 55 à 17 h 10 (lundi, mardi, jeudi et vendredi) - 11 h 25 à 12 h 40 (le mercredi uniquement). - Date de dernière mise à jour : 2 septembre 2024. | | | | | | | | |
| 4430  | Dernière actualisation : — | | | | | | | | |
| 4431  | Lardy - Collège G. Tillon ⥋ Lardy - 20 Rue Panserot | Lardy - Collège G. Tillon ⥋ Lardy - 20 Rue Panserot | Lardy - Collège G. Tillon ⥋ Lardy - 20 Rue Panserot | Lardy - Collège G. Tillon ⥋ Lardy - 20 Rue Panserot | Lardy - Collège G. Tillon ⥋ Lardy - 20 Rue Panserot | Lardy - Collège G. Tillon ⥋ Lardy - 20 Rue Panserot | Lardy - Collège G. Tillon ⥋ Lardy - 20 Rue Panserot | Lardy - Collège G. Tillon ⥋ Lardy - 20 Rue Panserot | Lardy - Collège G. Tillon ⥋ Lardy - 20 Rue Panserot |
| 4431  | Ouverture / Fermeture 1er septembre 2015 / — | Longueur 8,35 km | Durée 15 min | Nb. d’arrêts 13 | Matériel — | Jours de fonctionnement L, Ma, Me, J, V | Jour / Soir / Nuit / Fêtes O / N / N / N | Voy. / an — | Dépôt — |
| 4431  | Desserte : - Villes et lieux desservis : Lardy, Bouray-sur-Juine, Janville-sur-Juine. - Gare desservie : Lardy. | | | | | | | | |
| 4431  | Autre : - Zone traversée : 5. - Arrêts non accessibles aux UFR : — - Amplitudes horaires : La ligne fonctionne du lundi au vendredi en période scolaire de 7 h 45 à 9 h puis de : - 16 h 5 à 17 h 20 (lundi, mardi, jeudi et vendredi) - de 11 h 30 à 12 h 40 (le mercredi uniquement). - Date de dernière mise à jour : 2 septembre 2024. | | | | | | | | |
| 4431  | Dernière actualisation : — | | | | | | | | |
| 4432  | Gare de Bouray ⥋ Étampes - HLM Bas (LEP N. Mandela) Janville-sur-Juine - Château ⥋ Gare de Bouray (doublage) | Gare de Bouray ⥋ Étampes - HLM Bas (LEP N. Mandela) Janville-sur-Juine - Château ⥋ Gare de Bouray (doublage)                                                     | Gare de Bouray ⥋ Étampes - HLM Bas (LEP N. Mandela) Janville-sur-Juine - Château ⥋ Gare de Bouray (doublage)                                                     | Gare de Bouray ⥋ Étampes - HLM Bas (LEP N. Mandela) Janville-sur-Juine - Château ⥋ Gare de Bouray (doublage)                                                     | Gare de Bouray ⥋ Étampes - HLM Bas (LEP N. Mandela) Janville-sur-Juine - Château ⥋ Gare de Bouray (doublage)                                                     | Gare de Bouray ⥋ Étampes - HLM Bas (LEP N. Mandela) Janville-sur-Juine - Château ⥋ Gare de Bouray (doublage)                                                     | Gare de Bouray ⥋ Étampes - HLM Bas (LEP N. Mandela) Janville-sur-Juine - Château ⥋ Gare de Bouray (doublage)                                                     | Gare de Bouray ⥋ Étampes - HLM Bas (LEP N. Mandela) Janville-sur-Juine - Château ⥋ Gare de Bouray (doublage)                                                     | Gare de Bouray ⥋ Étampes - HLM Bas (LEP N. Mandela) Janville-sur-Juine - Château ⥋ Gare de Bouray (doublage)                                                     |
| 4432  | Ouverture / Fermeture 1er septembre 2015 / — | Longueur — | Durée 25-45 min | Nb. d’arrêts 27 | Matériel — | Jours de fonctionnement L, Ma, Me, J, V, S | Jour / Soir / Nuit / Fêtes O / N / N / N | Voy. / an — | Dépôt — |
| 4432  | Desserte : - Villes et lieux desservis : Lardy, Bouray-sur-Juine, Janville-sur-Juine, Auvers-Saint-Georges, Étréchy, Étampes. - Gare desservie : Bouray. | | | | | | | | |
| 4432  | Autre : - Zone traversée : 5. - Arrêts non accessibles aux UFR : — - Amplitudes horaires : La ligne fonctionne en période scolaire - du lundi au vendredi de 7 h 30 à 9 h 20 puis : - de 15 h 35 à 18 h 25 (lundi, mardi, jeudi vendredi) - de 11 h 35 à 13 h 20 (le mercredi uniquement) - le samedi de 7 h 20 à 9 h 20 puis de 11 h 35 à 13 h 20. - Particularité : Château de Jainville-sur-Juine est le départ/terminus des bus en doubles. - Date de dernière mise à jour : 2 septembre 2024. | | | | | | | | |
| 4432  | Dernière actualisation : — | | | | | | | | |
| 4433  | Gare d'Étréchy ⥋ Gare de Bouray Auvers-Saint-Georges ⇀ Gare de Bouray (en semaine le soir uniquement) | Gare d'Étréchy ⥋ Gare de Bouray Auvers-Saint-Georges ⇀ Gare de Bouray (en semaine le soir uniquement)                                                            | Gare d'Étréchy ⥋ Gare de Bouray Auvers-Saint-Georges ⇀ Gare de Bouray (en semaine le soir uniquement)                                                            | Gare d'Étréchy ⥋ Gare de Bouray Auvers-Saint-Georges ⇀ Gare de Bouray (en semaine le soir uniquement)                                                            | Gare d'Étréchy ⥋ Gare de Bouray Auvers-Saint-Georges ⇀ Gare de Bouray (en semaine le soir uniquement)                                                            | Gare d'Étréchy ⥋ Gare de Bouray Auvers-Saint-Georges ⇀ Gare de Bouray (en semaine le soir uniquement)                                                            | Gare d'Étréchy ⥋ Gare de Bouray Auvers-Saint-Georges ⇀ Gare de Bouray (en semaine le soir uniquement)                                                            | Gare d'Étréchy ⥋ Gare de Bouray Auvers-Saint-Georges ⇀ Gare de Bouray (en semaine le soir uniquement)                                                            | Gare d'Étréchy ⥋ Gare de Bouray Auvers-Saint-Georges ⇀ Gare de Bouray (en semaine le soir uniquement)                                                            |
| 4433  | Ouverture / Fermeture 1er septembre 2016 / — | Longueur — | Durée 15-35 min | Nb. d’arrêts 27 | Matériel — | Jours de fonctionnement L, Ma, Me, J, V | Jour / Soir / Nuit / Fêtes O / N / N / N | Voy. / an — | Dépôt — |
| 4433  | Desserte : - Villes et lieux desservis : Étréchy, Auvers-Saint-Georges, Janville-sur-Juine, Bouray-sur-Juine, Lardy. - Gares desservies : Étréchy, Bouray. | | | | | | | | |
| 4433  | Autre : - Zone traversée : 5. - Arrêts non accessibles aux UFR : — - Amplitudes horaires : La ligne fonctionne en période scolaire du lundi au vendredi de 7 h 50 à 9 h 25 puis : - de 15 h 5 à 17 h 40 (lundi, mardi, jeudi et vendredi) - de 11 h 40 à 17 h 20 (le mercredi uniquement). - Date de dernière mise à jour : 2 septembre 2024. | | | | | | | | |
| 4433  | Dernière actualisation : — | | | | | | | | |
| 4434  | Auvers-Saint-Georges — Moulin ⥋ Gare de La Ferté-Alais | Auvers-Saint-Georges — Moulin ⥋ Gare de La Ferté-Alais | Auvers-Saint-Georges — Moulin ⥋ Gare de La Ferté-Alais | Auvers-Saint-Georges — Moulin ⥋ Gare de La Ferté-Alais | Auvers-Saint-Georges — Moulin ⥋ Gare de La Ferté-Alais | Auvers-Saint-Georges — Moulin ⥋ Gare de La Ferté-Alais | Auvers-Saint-Georges — Moulin ⥋ Gare de La Ferté-Alais | Auvers-Saint-Georges — Moulin ⥋ Gare de La Ferté-Alais | Auvers-Saint-Georges — Moulin ⥋ Gare de La Ferté-Alais |
| 4434  | Ouverture / Fermeture — / — | Longueur — | Durée 40 min | Nb. d’arrêts 17 | Matériel — | Jours de fonctionnement L, Ma, Me, J, V | Jour / Soir / Nuit / Fêtes O / N / N / N | Voy. / an — | Dépôt Boissy-le-Cutté |
| 4434  | Desserte : - Villes et lieux desservis : Auvers-Saint-Georges, Janville-sur-Juine, Bouray-sur-Juine, Cerny et La Ferté-Alais (Lycée Montmirault) - Gare desservie : La Ferté-Alais | | | | | | | | |
| 4434  | Autre : - Zone traversée : 5 - Arrêts non accessibles aux UFR : — - Amplitudes horaires : La ligne fonctionne en période scolaire du lundi au vendredi à raison d'un départ : - le matin en direction de La Ferté-Alais à 7 h 47 pour une arrivée à 8 h 25. - le soir à raison d'un départ à 17 h 20 en direction d'Auvers-Saint-Georges pour une arrivée à 18 h 0 (un départ supplémentaire le mercredi 12 h 30-13 h 10). - Particularités : — - Date de dernière mise à jour : 2 septembre 2024. | | | | | | | | |
| 4434  | Dernière actualisation : — | | | | | | | | |
| 4435  | La Ferté-Alais — École Vielles Vignes ⥋ Cerny — Lycée professionnel Montmirault | La Ferté-Alais — École Vielles Vignes ⥋ Cerny — Lycée professionnel Montmirault                                                                                  | La Ferté-Alais — École Vielles Vignes ⥋ Cerny — Lycée professionnel Montmirault                                                                                  | La Ferté-Alais — École Vielles Vignes ⥋ Cerny — Lycée professionnel Montmirault                                                                                  | La Ferté-Alais — École Vielles Vignes ⥋ Cerny — Lycée professionnel Montmirault                                                                                  | La Ferté-Alais — École Vielles Vignes ⥋ Cerny — Lycée professionnel Montmirault                                                                                  | La Ferté-Alais — École Vielles Vignes ⥋ Cerny — Lycée professionnel Montmirault                                                                                  | La Ferté-Alais — École Vielles Vignes ⥋ Cerny — Lycée professionnel Montmirault                                                                                  | La Ferté-Alais — École Vielles Vignes ⥋ Cerny — Lycée professionnel Montmirault                                                                                  |
| 4435  | Ouverture / Fermeture — / — | Longueur — | Durée 5-10 min | Nb. d’arrêts 6 | Matériel — | Jours de fonctionnement L, Ma, Me, J, V | Jour / Soir / Nuit / Fêtes O / N / N / N | Voy. / an — | Dépôt — |
| 4435  | Desserte : - Villes et lieux desservis : Cerny et La Ferté-Alais - Gares desservies : La Ferté-Alais | | | | | | | | |
| 4435  | Autre : - Zone traversée : 5 - Arrêts non accessibles aux UFR : — - Amplitudes horaires : La ligne fonctionne en période scolaire du lundi au vendredi avec un aller-retour respectivement le matin et l'après-midi, et une course supplémentaire le mercredi midi. - Particularités : Il existe le lundi matin, un service de Gare de La Ferté-Alais à Lycée professionnel Montmirault. - Date de dernière mise à jour : 2 septembre 2024. | | | | | | | | |
| 4435  | Dernière actualisation : — | | | | | | | | |
| 4436  | Lardy - 20 Rue Panserot ⥋ Arpajon - Porte d'Étampes (Lycée Michelet) | Lardy - 20 Rue Panserot ⥋ Arpajon - Porte d'Étampes (Lycée Michelet)                                                                                             | Lardy - 20 Rue Panserot ⥋ Arpajon - Porte d'Étampes (Lycée Michelet)                                                                                             | Lardy - 20 Rue Panserot ⥋ Arpajon - Porte d'Étampes (Lycée Michelet)                                                                                             | Lardy - 20 Rue Panserot ⥋ Arpajon - Porte d'Étampes (Lycée Michelet)                                                                                             | Lardy - 20 Rue Panserot ⥋ Arpajon - Porte d'Étampes (Lycée Michelet)                                                                                             | Lardy - 20 Rue Panserot ⥋ Arpajon - Porte d'Étampes (Lycée Michelet)                                                                                             | Lardy - 20 Rue Panserot ⥋ Arpajon - Porte d'Étampes (Lycée Michelet)                                                                                             | Lardy - 20 Rue Panserot ⥋ Arpajon - Porte d'Étampes (Lycée Michelet)                                                                                             |
| 4436  | Ouverture / Fermeture — / — | Longueur 16,90 km | Durée 30-35 min | Nb. d’arrêts 13 | Matériel — | Jours de fonctionnement L, Ma, Me, J, V | Jour / Soir / Nuit / Fêtes O / N / N / N | Voy. / an — | Dépôt — |
| 4436  | Desserte : - Villes et lieux desservis : Lardy, Janville-sur-Juine, Bouray-sur-Juine, Cheptainville, Arpajon. - Gare desservie : Lardy. | | | | | | | | |
| 4436  | Autre : - Zone traversée : 5. - Arrêts non accessibles aux UFR : — - Amplitudes horaires : La ligne fonctionne du lundi au vendredi en période scolaire de 7 h 30 à 18 h 35. - Date de dernière mise à jour : 25 juillet 2024. | | | | | | | | |
| 4436  | Dernière actualisation : — | | | | | | | | |
| 4437  | (Circulaire) Lardy — Gare de Bouray ⥋ via Janville-sur-Juine et Bouray-sur-Juine Lardy — Collège Tillion ⥋ Gare de Bouray (certains départs en période scolaire) | (Circulaire) Lardy — Gare de Bouray ⥋ via Janville-sur-Juine et Bouray-sur-Juine Lardy — Collège Tillion ⥋ Gare de Bouray (certains départs en période scolaire) | (Circulaire) Lardy — Gare de Bouray ⥋ via Janville-sur-Juine et Bouray-sur-Juine Lardy — Collège Tillion ⥋ Gare de Bouray (certains départs en période scolaire) | (Circulaire) Lardy — Gare de Bouray ⥋ via Janville-sur-Juine et Bouray-sur-Juine Lardy — Collège Tillion ⥋ Gare de Bouray (certains départs en période scolaire) | (Circulaire) Lardy — Gare de Bouray ⥋ via Janville-sur-Juine et Bouray-sur-Juine Lardy — Collège Tillion ⥋ Gare de Bouray (certains départs en période scolaire) | (Circulaire) Lardy — Gare de Bouray ⥋ via Janville-sur-Juine et Bouray-sur-Juine Lardy — Collège Tillion ⥋ Gare de Bouray (certains départs en période scolaire) | (Circulaire) Lardy — Gare de Bouray ⥋ via Janville-sur-Juine et Bouray-sur-Juine Lardy — Collège Tillion ⥋ Gare de Bouray (certains départs en période scolaire) | (Circulaire) Lardy — Gare de Bouray ⥋ via Janville-sur-Juine et Bouray-sur-Juine Lardy — Collège Tillion ⥋ Gare de Bouray (certains départs en période scolaire) | (Circulaire) Lardy — Gare de Bouray ⥋ via Janville-sur-Juine et Bouray-sur-Juine Lardy — Collège Tillion ⥋ Gare de Bouray (certains départs en période scolaire) |
| 4437  | Ouverture / Fermeture — / — | Longueur 9,30 km | Durée 20-25 min | Nb. d’arrêts 16 | Matériel — | Jours de fonctionnement L, Ma, Me, J, V | Jour / Soir / Nuit / Fêtes O / N / N / N | Voy. / an — | Dépôt Boissy-le-Cutté |
| 4437  | Desserte : - Villes et lieux desservis : Lardy (espace René-Cassin, collège Germaine-Tillion, centre technique Renault), Janville-sur-Juine (château du Mesnil-Voysin) et Bouray-sur-Juine (salle du Noyer Courteau, stade Jean-Claude-Évin, domaine de Frémigny, mairie, église Saint-Pierre-ès-Liens) - Gare desservie : Bouray | | | | | | | | |
| 4437  | Autre : - Zone traversée : 5. - Arrêts non accessibles aux UFR : Château de Frémigny, de Stade à Croix de Fer, Rond Point (arrêt du soir), de Carrefour Berger à Renault - Amplitudes horaires : La ligne fonctionne du lundi au vendredi de 6 h 5 à 8 h 50 puis de 16 h 50 à 19 h 50. - Particularités : La première et la dernière course de la journée sont limitées à l'arrêt Les Graviers. - Date de dernière mise à jour : 2 août 2022. | | | | | | | | |
| 4437  | Dernière actualisation : — | | | | | | | | |
| 4438  | Chamarande — Route de Torfou (à certaines heures) / Torfou — Église ⥋ Étréchy RER | Chamarande — Route de Torfou (à certaines heures) / Torfou — Église ⥋ Étréchy RER                                                                                | Chamarande — Route de Torfou (à certaines heures) / Torfou — Église ⥋ Étréchy RER                                                                                | Chamarande — Route de Torfou (à certaines heures) / Torfou — Église ⥋ Étréchy RER                                                                                | Chamarande — Route de Torfou (à certaines heures) / Torfou — Église ⥋ Étréchy RER                                                                                | Chamarande — Route de Torfou (à certaines heures) / Torfou — Église ⥋ Étréchy RER                                                                                | Chamarande — Route de Torfou (à certaines heures) / Torfou — Église ⥋ Étréchy RER                                                                                | Chamarande — Route de Torfou (à certaines heures) / Torfou — Église ⥋ Étréchy RER                                                                                | Chamarande — Route de Torfou (à certaines heures) / Torfou — Église ⥋ Étréchy RER                                                                                |
| 4438  | Ouverture / Fermeture 1999 / — | Longueur — | Durée 40-55 min | Nb. d’arrêts 14 | Matériel — | Jours de fonctionnement L, Ma, Me, J, V | Jour / Soir / Nuit / Fêtes O / N / N / N | Voy. / an — | Dépôt Étampes |
| 4438  | Desserte : - Ville et lieux desservis : Chamarande, Torfou, Mauchamps, Saint-Sulpice-de-Favières, Souzy-la-Briche, Villeconin, Chauffour-lès-Étréchy et Étréchy - Gare desservie : Étréchy | | | | | | | | |
| 4438  | Autre : - Zone traversée : 5 - Arrêts non accessibles aux UFR : — - Amplitudes horaires : La ligne fonctionne du lundi au vendredi en période scolaire de 7 h 30 à 9 h 20 puis de 15 h 5 à 17 h 55 / de 11 h 35 à 13 h 25 (le mercredi uniquement). - Date de dernière mise à jour : 24 juillet 2018. | | | | | | | | |
| 4438  | Dernière actualisation : — | | | | | | | | |
| 4439  | (Circulaire) Étréchy RER ⥋ via Étréchy | (Circulaire) Étréchy RER ⥋ via Étréchy | (Circulaire) Étréchy RER ⥋ via Étréchy | (Circulaire) Étréchy RER ⥋ via Étréchy | (Circulaire) Étréchy RER ⥋ via Étréchy | (Circulaire) Étréchy RER ⥋ via Étréchy | (Circulaire) Étréchy RER ⥋ via Étréchy | (Circulaire) Étréchy RER ⥋ via Étréchy | (Circulaire) Étréchy RER ⥋ via Étréchy |
| 4439  | Ouverture / Fermeture — / — | Longueur — | Durée 15 min | Nb. d’arrêts 13 | Matériel — | Jours de fonctionnement L, Ma, Me, J, V | Jour / Soir / Nuit / Fêtes O / N / N / N | Voy. / an — | Dépôt Étampes |
| 4439  | Desserte : - Ville et lieux desservis : Étréchy - Gare desservie : Étréchy | | | | | | | | |
| 4439  | Autre : - Zone traversée : 5 - Arrêts non accessibles aux UFR : — - Amplitudes horaires : La ligne fonctionne du lundi au vendredi de 5 h 55 à 9 h puis de 16 h 30 à 20 h 45. - Date de dernière mise à jour : 24 juillet 2018. | | | | | | | | |
| 4439  | Dernière actualisation : — | | | | | | | | |
| 4440  | (Circulaire) Étréchy RER ⥋ via Chamarande et Auvers-Saint-Georges | (Circulaire) Étréchy RER ⥋ via Chamarande et Auvers-Saint-Georges                                                                                                | (Circulaire) Étréchy RER ⥋ via Chamarande et Auvers-Saint-Georges                                                                                                | (Circulaire) Étréchy RER ⥋ via Chamarande et Auvers-Saint-Georges                                                                                                | (Circulaire) Étréchy RER ⥋ via Chamarande et Auvers-Saint-Georges                                                                                                | (Circulaire) Étréchy RER ⥋ via Chamarande et Auvers-Saint-Georges                                                                                                | (Circulaire) Étréchy RER ⥋ via Chamarande et Auvers-Saint-Georges                                                                                                | (Circulaire) Étréchy RER ⥋ via Chamarande et Auvers-Saint-Georges                                                                                                | (Circulaire) Étréchy RER ⥋ via Chamarande et Auvers-Saint-Georges                                                                                                |
| 4440  | Ouverture / Fermeture — / — | Longueur — | Durée 20-25 min | Nb. d’arrêts 18 | Matériel — | Jours de fonctionnement L, Ma, Me, J, V | Jour / Soir / Nuit / Fêtes O / N / N / N | Voy. / an — | Dépôt Étampes |
| 4440  | Desserte : - Ville et lieux desservis : Étréchy, Chamarande, Janville-sur-Juine et Auvers-Saint-Georges - Gare desservie : Étréchy | | | | | | | | |
| 4440  | Autre : - Zone traversée : 5 - Arrêts non accessibles aux UFR : — - Amplitudes horaires : La ligne fonctionne : - le lundi, mardi et jeudi en période scolaire de 5 h 50 à 9 h 30 puis de 15 h 10 à 20 h 35 ; - le mercredi en période scolaire de 5 h 50 à 9 h 30 puis de 11 h 40 à 20 h 35 ; - le vendredi en période scolaire de 5 h 50 à 11 h 55 puis de 15 h 10 à 20 h 35 ; - le lundi, mardi, mercredi et jeudi en période de vacances scolaires de 5 h 50 à 9 h puis de 16 h 55 à 20 h 35 ; - le vendredi en période de vacances scolaires de 5 h 50 à 11 h 55 puis de 16 h 55 à 20 h 35. - Particularités : La ligne est prolongée jusqu'à Collège du Roussay en période scolaire aux heures d'entrée et de sortie de l'établissement. - Date de dernière mise à jour : 24 juillet 2018. | | | | | | | | |
| 4440  | Dernière actualisation : — | | | | | | | | |
| 4441  | Gare d'Étampes ⥋ Gare de La Ferté-Alais | Gare d'Étampes ⥋ Gare de La Ferté-Alais | Gare d'Étampes ⥋ Gare de La Ferté-Alais | Gare d'Étampes ⥋ Gare de La Ferté-Alais | Gare d'Étampes ⥋ Gare de La Ferté-Alais | Gare d'Étampes ⥋ Gare de La Ferté-Alais | Gare d'Étampes ⥋ Gare de La Ferté-Alais | Gare d'Étampes ⥋ Gare de La Ferté-Alais | Gare d'Étampes ⥋ Gare de La Ferté-Alais |
| 4441  | Ouverture / Fermeture 3 septembre 2018 / — | Longueur — | Durée 30 min | Nb. d’arrêts 14 | Matériel — | Jours de fonctionnement L, Ma, Me, J, V, S | Jour / Soir / Nuit / Fêtes O / N / N / N | Voy. / an — | Dépôt Boissy-le-Cutté |
| 4441  | Desserte : - Villes et lieux desservis : Étampes, Villeneuve-sur-Auvers, Boissy-le-Cutté, D'Huison-Longueville, Cerny, La Ferté-Alais - Gares desservies : Étampes et La Ferté-Alais | | | | | | | | |
| 4441  | Autre : - Zone traversée : 5 - Arrêts non accessibles aux UFR : — - Amplitudes horaires : La ligne fonctionne : - en période scolaire du lundi au vendredi de 6 h 35 à 19 h 10 ; - en période de vacances scolaires du lundi au vendredi de 7 h 55 à 19 h 10 ; - le samedi de 12 h à 19 h 5. - Date de dernière mise à jour : 1er août 2024. | | | | | | | | |
| 4441  | Dernière actualisation : — | | | | | | | | |
| 4442  | Gare d'Étampes ⥋ Cerny — Lycée professionnel Montmirault | Gare d'Étampes ⥋ Cerny — Lycée professionnel Montmirault | Gare d'Étampes ⥋ Cerny — Lycée professionnel Montmirault | Gare d'Étampes ⥋ Cerny — Lycée professionnel Montmirault | Gare d'Étampes ⥋ Cerny — Lycée professionnel Montmirault | Gare d'Étampes ⥋ Cerny — Lycée professionnel Montmirault | Gare d'Étampes ⥋ Cerny — Lycée professionnel Montmirault | Gare d'Étampes ⥋ Cerny — Lycée professionnel Montmirault | Gare d'Étampes ⥋ Cerny — Lycée professionnel Montmirault |
| 4442  | Ouverture / Fermeture 3 septembre 2018 / — | Longueur — | Durée 50 min | Nb. d’arrêts 15 | Matériel — | Jours de fonctionnement L, Ma, Me, J, V | Jour / Soir / Nuit / Fêtes O / N / N / N | Voy. / an — | Dépôt Boissy-le-Cutté |
| 4442  | Desserte : - Villes et lieux desservis : Étampes, Morigny-Champigny, Étréchy, Auvers-Saint-Georges, Villeneuve-sur-Auvers, Boissy-le-Cutté, D'Huison-Longueville, Cerny et La Ferté-Alais - Gares desservies : Étampes | | | | | | | | |
| 4442  | Autre : - Zone traversée : 5 - Arrêts non accessibles aux UFR : — - Amplitudes horaires : La ligne fonctionne en période scolaire du lundi au vendredi avec un aller-retour respectivement le matin et l'après-midi, et une course supplémentaire le mercredi midi. - Date de dernière mise à jour : 26 juillet 2020. | | | | | | | | |
| 4442  | Dernière actualisation : — | | | | | | | | |

### Lignes 4450 à 4463 (Secteur Dourdan/Limours)
| Ligne | Caractéristiques | Caractéristiques                                                                    | Caractéristiques                                                                    | Caractéristiques                                                                    | Caractéristiques                                                                    | Caractéristiques                                                                    | Caractéristiques                                                                    | Caractéristiques                                                                    | Caractéristiques                                                                    |
| 4450  | Corbreuse — Église ⥋ Gare de Dourdan | Corbreuse — Église ⥋ Gare de Dourdan                                                | Corbreuse — Église ⥋ Gare de Dourdan                                                | Corbreuse — Église ⥋ Gare de Dourdan                                                | Corbreuse — Église ⥋ Gare de Dourdan                                                | Corbreuse — Église ⥋ Gare de Dourdan                                                | Corbreuse — Église ⥋ Gare de Dourdan                                                | Corbreuse — Église ⥋ Gare de Dourdan                                                | Corbreuse — Église ⥋ Gare de Dourdan                                                |
| ----- | --- | ----------------------------------------------------------------------------------- | ----------------------------------------------------------------------------------- | ----------------------------------------------------------------------------------- | ----------------------------------------------------------------------------------- | ----------------------------------------------------------------------------------- | ----------------------------------------------------------------------------------- | ----------------------------------------------------------------------------------- | ----------------------------------------------------------------------------------- |
| 4450  | Ouverture / Fermeture — / — | Longueur —                                                                          | Durée 10-40 min                                                                     | Nb. d’arrêts 15                                                                     | Matériel —                                                                          | Jours de fonctionnement L, Ma, Me, J, V                                             | Jour / Soir / Nuit / Fêtes O / N / N / N                                            | Voy. / an —                                                                         | Dépôt —                                                                             |
| 4450  | Desserte : - Villes et lieux desservis : Paray-Douaville, Allainville, Chatignonville, Corbreuse et Dourdan - Gares desservies : Dourdan et Dourdan - La Forêt |                                                                                     |                                                                                     |                                                                                     |                                                                                     |                                                                                     |                                                                                     |                                                                                     |                                                                                     |
| 4450  | Autre : - Zone traversée : 5 - Arrêts non accessibles aux UFR : — - Amplitudes horaires : La ligne fonctionne : - du lundi au vendredi en période scolaire de 6 h 45 à 9 h 20 puis de 15 h 45 à 19 h 10 / de 12 h 45 à 19 h 10 (le mercredi uniquement) ; - du lundi au vendredi en période de vacances scolaires de 6 h 45 à 7 h 35 puis de 17 h 50 à 19 h 10. - Date de dernière mise à jour : 10 octobre 2016. |                                                                                     |                                                                                     |                                                                                     |                                                                                     |                                                                                     |                                                                                     |                                                                                     |                                                                                     |
| 4450  | Dernière actualisation : — |                                                                                     |                                                                                     |                                                                                     |                                                                                     |                                                                                     |                                                                                     |                                                                                     |                                                                                     |
| 4451  | (Circulaire) Gare de Dourdan ⥋ via Dourdan intra-muros | (Circulaire) Gare de Dourdan ⥋ via Dourdan intra-muros                              | (Circulaire) Gare de Dourdan ⥋ via Dourdan intra-muros                              | (Circulaire) Gare de Dourdan ⥋ via Dourdan intra-muros                              | (Circulaire) Gare de Dourdan ⥋ via Dourdan intra-muros                              | (Circulaire) Gare de Dourdan ⥋ via Dourdan intra-muros                              | (Circulaire) Gare de Dourdan ⥋ via Dourdan intra-muros                              | (Circulaire) Gare de Dourdan ⥋ via Dourdan intra-muros                              | (Circulaire) Gare de Dourdan ⥋ via Dourdan intra-muros                              |
| 4451  | Ouverture / Fermeture 30 août 2021 / — | Longueur 7,4 km                                                                     | Durée 20 min                                                                        | Nb. d’arrêts 19                                                                     | Matériel —                                                                          | Jours de fonctionnement L, Ma, Me, J, V, S                                          | Jour / Soir / Nuit / Fêtes O / N / N / N                                            | Voy. / an —                                                                         | Dépôt —                                                                             |
| 4451  | Desserte : - Ville et lieux desservis : Dourdan (collège Émile Auvray, gymnase Michel Audiard, centre aqualudique du Dourdannais, zone d'activités de La Gaudrée et des Jalots, village de vacances Belambra, zone d'activités de La Belette, gendarmerie, centre hospitalier Sud Essonne — site de Dourdan, stade Maurice Gallais) - Gare desservie : Dourdan |                                                                                     |                                                                                     |                                                                                     |                                                                                     |                                                                                     |                                                                                     |                                                                                     |                                                                                     |
| 4451  | Autre : - Zones traversées : 5. - Arrêts non accessibles aux UFR : — - Amplitudes horaires : La ligne fonctionne du lundi au vendredi de 5 h 30 à 20 h 50 à raison d'une course pratiquement toutes les quarts d'heure aux heures de pointe et toutes les heures aux heures creuses, et le samedi de 9 h 15 à 19 h 35 à raison d'une course toutes les heures. - Particularités : Cette ligne assure la desserte circulaire dans le sens horaire. - Date de dernière mise à jour : 9 septembre 2021. |                                                                                     |                                                                                     |                                                                                     |                                                                                     |                                                                                     |                                                                                     |                                                                                     |                                                                                     |
| 4451  | Dernière actualisation : — |                                                                                     |                                                                                     |                                                                                     |                                                                                     |                                                                                     |                                                                                     |                                                                                     |                                                                                     |
| 4452  | (Circulaire) Gare de Dourdan ⥋ via Dourdan intra-muros | (Circulaire) Gare de Dourdan ⥋ via Dourdan intra-muros                              | (Circulaire) Gare de Dourdan ⥋ via Dourdan intra-muros                              | (Circulaire) Gare de Dourdan ⥋ via Dourdan intra-muros                              | (Circulaire) Gare de Dourdan ⥋ via Dourdan intra-muros                              | (Circulaire) Gare de Dourdan ⥋ via Dourdan intra-muros                              | (Circulaire) Gare de Dourdan ⥋ via Dourdan intra-muros                              | (Circulaire) Gare de Dourdan ⥋ via Dourdan intra-muros                              | (Circulaire) Gare de Dourdan ⥋ via Dourdan intra-muros                              |
| 4452  | Ouverture / Fermeture 30 août 2021 / — | Longueur 7,4 km                                                                     | Durée 20 min                                                                        | Nb. d’arrêts 19                                                                     | Matériel —                                                                          | Jours de fonctionnement L, Ma, Me, J, V, S                                          | Jour / Soir / Nuit / Fêtes O / N / N / N                                            | Voy. / an —                                                                         | Dépôt —                                                                             |
| 4452  | Desserte : - Villes et lieux desservis : Dourdan (centre hospitalier Sud Essonne — site de Dourdan, gendarmerie, stade Maurice Gallais, zone d'activités de La Belette, village de vacances Belambra, zone d'activités de La Gaudrée et des Jalots, centre aqualudique du Dourdannais, gymnase Michel Audiard, collège Émile Auvray). - Gare desservie : Dourdan |                                                                                     |                                                                                     |                                                                                     |                                                                                     |                                                                                     |                                                                                     |                                                                                     |                                                                                     |
| 4452  | Autre : - Zone traversée : 5 - Arrêts non accessibles aux UFR : — - Amplitudes horaires : La ligne fonctionne du lundi au vendredi de 5 h 30 à 20 h 15 à raison d'une course pratiquement toutes les quarts d'heure aux heures de pointe et toutes les heures aux heures creuses, et le samedi de 8 h 55 jusqu'à 19 h 15 à raison d'une course toutes les heures. - Particularités : Cette ligne assure la desserte circulaire dans le sens antihoraire. - Date de dernière mise à jour : 9 septembre 2021.                                                                                                |                                                                                     |                                                                                     |                                                                                     |                                                                                     |                                                                                     |                                                                                     |                                                                                     |                                                                                     |
| 4452  | Dernière actualisation : — |                                                                                     |                                                                                     |                                                                                     |                                                                                     |                                                                                     |                                                                                     |                                                                                     |                                                                                     |
| 4453  | Champ de Courses ⥋ Piscine | Champ de Courses ⥋ Piscine                                                          | Champ de Courses ⥋ Piscine                                                          | Champ de Courses ⥋ Piscine                                                          | Champ de Courses ⥋ Piscine                                                          | Champ de Courses ⥋ Piscine                                                          | Champ de Courses ⥋ Piscine                                                          | Champ de Courses ⥋ Piscine                                                          | Champ de Courses ⥋ Piscine                                                          |
| 4453  | Ouverture / Fermeture 30 août 2021 / — | Longueur 5 km                                                                       | Durée 10 min                                                                        | Nb. d’arrêts 12                                                                     | Matériel —                                                                          | Jours de fonctionnement L, Ma, Me, J, V                                             | Jour / Soir / Nuit / Fêtes O / N / N / N                                            | Voy. / an —                                                                         | Dépôt —                                                                             |
| 4453  | Desserte : - Villes et lieux desservis : Dourdan (collège Condorcet, gymnase Nicolas-Billiault, lycée Nikola-Tesla, centre hospitalier Sud Essonne — site de Dourdan, stade Maurice-Gallais, cimetière, collège Émile-Auvray, gymnase Michel-Audiard, centre aqualudique du Dourdannais) - Gare desservie : Dourdan - La Forêt et Dourdan |                                                                                     |                                                                                     |                                                                                     |                                                                                     |                                                                                     |                                                                                     |                                                                                     |                                                                                     |
| 4453  | Autre : - Zone traversée : 5 - Arrêts non accessibles aux UFR : — - Amplitudes horaires : La ligne fonctionne en période scolaire uniquement du lundi au vendredi à raison d'une course aller le matin et de deux courses retour l'après-midi, ou un seul à midi le mercredi. - Date de dernière mise à jour : 9 septembre 2021. |                                                                                     |                                                                                     |                                                                                     |                                                                                     |                                                                                     |                                                                                     |                                                                                     |                                                                                     |
| 4453  | Dernière actualisation : — |                                                                                     |                                                                                     |                                                                                     |                                                                                     |                                                                                     |                                                                                     |                                                                                     |                                                                                     |
| 4454  | Champ de Courses ⥋ Avenue de Paris | Champ de Courses ⥋ Avenue de Paris                                                  | Champ de Courses ⥋ Avenue de Paris                                                  | Champ de Courses ⥋ Avenue de Paris                                                  | Champ de Courses ⥋ Avenue de Paris                                                  | Champ de Courses ⥋ Avenue de Paris                                                  | Champ de Courses ⥋ Avenue de Paris                                                  | Champ de Courses ⥋ Avenue de Paris                                                  | Champ de Courses ⥋ Avenue de Paris                                                  |
| 4454  | Ouverture / Fermeture 30 août 2021 / — | Longueur 6,8 km                                                                     | Durée 10-20 min                                                                     | Nb. d’arrêts 16                                                                     | Matériel —                                                                          | Jours de fonctionnement L, Ma, Me, J, V                                             | Jour / Soir / Nuit / Fêtes O / N / N / N                                            | Voy. / an —                                                                         | Dépôt —                                                                             |
| 4454  | Desserte : - Villes et lieux desservis : Dourdan (collège Condorcet, gymnase Nicolas-Billiault, lycée Nikola-Tesla, centre hospitalier Sud Essonne — site de Dourdan, gendarmerie, stade Maurice-Gallais, zone d'activités de La Belette, village de vacances Belambra, zone d'activités de La Gaudrée et des Jalots, centre aqualudique du Dourdannais, gymnase Michel-Audiard, collège Émile-Auvray) - Gare desservie : Dourdan - La Forêt et Dourdan |                                                                                     |                                                                                     |                                                                                     |                                                                                     |                                                                                     |                                                                                     |                                                                                     |                                                                                     |
| 4454  | Autre : - Zone traversée : 5 - Arrêts non accessibles aux UFR : — - Amplitudes horaires : La ligne fonctionne en période scolaire uniquement du lundi au vendredi à raison de trois courses aller le matin, de deux courses retour le mercredi midi et de trois courses retour l'après-midi. - Particularités : - Certaines courses sont limitées à Rue Nicéphore Niepce. - Une doublure de la première course aller part de Chapelle Saint-Laurent. - Date de dernière mise à jour : 9 septembre 2021. |                                                                                     |                                                                                     |                                                                                     |                                                                                     |                                                                                     |                                                                                     |                                                                                     |                                                                                     |
| 4454  | Dernière actualisation : — |                                                                                     |                                                                                     |                                                                                     |                                                                                     |                                                                                     |                                                                                     |                                                                                     |                                                                                     |
| 4455  | Champ de Courses ⥋ Jubé de La Pérelle | Champ de Courses ⥋ Jubé de La Pérelle                                               | Champ de Courses ⥋ Jubé de La Pérelle                                               | Champ de Courses ⥋ Jubé de La Pérelle                                               | Champ de Courses ⥋ Jubé de La Pérelle                                               | Champ de Courses ⥋ Jubé de La Pérelle                                               | Champ de Courses ⥋ Jubé de La Pérelle                                               | Champ de Courses ⥋ Jubé de La Pérelle                                               | Champ de Courses ⥋ Jubé de La Pérelle                                               |
| 4455  | Ouverture / Fermeture 30 août 2021 / — | Longueur 2,4 km                                                                     | Durée 10 min                                                                        | Nb. d’arrêts 2                                                                      | Matériel —                                                                          | Jours de fonctionnement L, Ma, Me, J, V                                             | Jour / Soir / Nuit / Fêtes O / N / N / N                                            | Voy. / an —                                                                         | Dépôt —                                                                             |
| 4455  | Desserte : - Villes et lieux desservis : Dourdan (collège Condorcet, gymnase Nicolas Billiault, lycée Nikola Tesla, centre culturel René Cassin, institut Saint-Paul église Saint-Germain-d'Auxerre, château, mairie) - Gare desservie : Dourdan - La Forêt et Dourdan |                                                                                     |                                                                                     |                                                                                     |                                                                                     |                                                                                     |                                                                                     |                                                                                     |                                                                                     |
| 4455  | Autre : - Zone traversée : 5 - Arrêts non accessibles aux UFR : — - Amplitudes horaires : La ligne fonctionne en période scolaire uniquement du lundi au vendredi à raison d'une course aller le matin et de deux courses retour l'après-midi, ou un seul à midi le mercredi. - Date de dernière mise à jour : 9 septembre 2021. |                                                                                     |                                                                                     |                                                                                     |                                                                                     |                                                                                     |                                                                                     |                                                                                     |                                                                                     |
| 4455  | Dernière actualisation : — |                                                                                     |                                                                                     |                                                                                     |                                                                                     |                                                                                     |                                                                                     |                                                                                     |                                                                                     |
| 4456  | Roinville - Hammeau du Plateau / Villeconin — Cimetière ⥋ Dourdan — Champ de Course | Roinville - Hammeau du Plateau / Villeconin — Cimetière ⥋ Dourdan — Champ de Course | Roinville - Hammeau du Plateau / Villeconin — Cimetière ⥋ Dourdan — Champ de Course | Roinville - Hammeau du Plateau / Villeconin — Cimetière ⥋ Dourdan — Champ de Course | Roinville - Hammeau du Plateau / Villeconin — Cimetière ⥋ Dourdan — Champ de Course | Roinville - Hammeau du Plateau / Villeconin — Cimetière ⥋ Dourdan — Champ de Course | Roinville - Hammeau du Plateau / Villeconin — Cimetière ⥋ Dourdan — Champ de Course | Roinville - Hammeau du Plateau / Villeconin — Cimetière ⥋ Dourdan — Champ de Course | Roinville - Hammeau du Plateau / Villeconin — Cimetière ⥋ Dourdan — Champ de Course |
| 4456  | Ouverture / Fermeture — / — | Longueur —                                                                          | Durée 40-60 min                                                                     | Nb. d’arrêts 12                                                                     | Matériel —                                                                          | Jours de fonctionnement L, Ma, Me, J, V                                             | Jour / Soir / Nuit / Fêtes O / N / N / N                                            | Voy. / an —                                                                         | Dépôt Étampes                                                                       |
| 4456  | Desserte : - Villes et lieux desservis : Villeconin, Roinville et Dourdan et Sermaise - Gares desservies : Dourdan - La Forêt |                                                                                     |                                                                                     |                                                                                     |                                                                                     |                                                                                     |                                                                                     |                                                                                     |                                                                                     |
| 4456  | Autre : - Zone traversée : 5 - Arrêts non accessibles aux UFR : — - Amplitudes horaires : — - Date de dernière mise à jour : 2 septembre 2024. |                                                                                     |                                                                                     |                                                                                     |                                                                                     |                                                                                     |                                                                                     |                                                                                     |                                                                                     |
| 4456  | Dernière actualisation : — |                                                                                     |                                                                                     |                                                                                     |                                                                                     |                                                                                     |                                                                                     |                                                                                     |                                                                                     |
| 4457  | Dourdan — Gare RER ⥋ Étampes — Gare RER | Dourdan — Gare RER ⥋ Étampes — Gare RER                                             | Dourdan — Gare RER ⥋ Étampes — Gare RER                                             | Dourdan — Gare RER ⥋ Étampes — Gare RER                                             | Dourdan — Gare RER ⥋ Étampes — Gare RER                                             | Dourdan — Gare RER ⥋ Étampes — Gare RER                                             | Dourdan — Gare RER ⥋ Étampes — Gare RER                                             | Dourdan — Gare RER ⥋ Étampes — Gare RER                                             | Dourdan — Gare RER ⥋ Étampes — Gare RER                                             |
| 4457  | Ouverture / Fermeture 1999 / — | Longueur —                                                                          | Durée 30-45 min                                                                     | Nb. d’arrêts 14                                                                     | Matériel S 415 ÜL S 417 ÜL                                                          | Jours de fonctionnement L, Ma, Me, J, V, S                                          | Jour / Soir / Nuit / Fêtes O / N / N / N                                            | Voy. / an —                                                                         | Dépôt Étampes                                                                       |
| 4457  | Desserte : - Villes et lieux desservis : Étampes, La Forêt-le-Roi, Les Granges-le-Roi et Dourdan - Gares desservies : Dourdan, Dourdan - La Forêt et Étampes |                                                                                     |                                                                                     |                                                                                     |                                                                                     |                                                                                     |                                                                                     |                                                                                     |                                                                                     |
| 4457  | Autre : - Zone traversée : 5 - Arrêts non accessibles aux UFR : — - Amplitudes horaires : La ligne est en service du lundi au vendredi de 6 h 25 à 9 h 20 puis de 15 h 45 à 20 h 10 et le samedi (en période scolaire uniquement) de 7 h 45 à 13 h 15. Le mercredi (en période scolaire uniquement), des passages supplémentaires sont créés entre 11 h 40 et 14 h 15. - Particularités : Les arrêts Dourdan - Lycées, Meuniers, Étampes - Lycée et Rotonde sont desservis en période scolaire aux heures d'entrées et de sorties des établissements. - Date de dernière mise à jour : 1er septembre 2024. |                                                                                     |                                                                                     |                                                                                     |                                                                                     |                                                                                     |                                                                                     |                                                                                     |                                                                                     |
| 4457  | Dernière actualisation : — |                                                                                     |                                                                                     |                                                                                     |                                                                                     |                                                                                     |                                                                                     |                                                                                     |                                                                                     |
| 4458  | Sermaise ⥋ Dourdan — Champ de Course | Sermaise ⥋ Dourdan — Champ de Course                                                | Sermaise ⥋ Dourdan — Champ de Course                                                | Sermaise ⥋ Dourdan — Champ de Course                                                | Sermaise ⥋ Dourdan — Champ de Course                                                | Sermaise ⥋ Dourdan — Champ de Course                                                | Sermaise ⥋ Dourdan — Champ de Course                                                | Sermaise ⥋ Dourdan — Champ de Course                                                | Sermaise ⥋ Dourdan — Champ de Course                                                |
| 4458  | Ouverture / Fermeture 1er août 2022 / — | Longueur —                                                                          | Durée 20-30 min                                                                     | Nb. d’arrêts 10                                                                     | Matériel —                                                                          | Jours de fonctionnement L, Ma, Me, J, V                                             | Jour / Soir / Nuit / Fêtes O / N / N / N                                            | Voy. / an —                                                                         | Dépôt Étampes                                                                       |
| 4458  | Desserte : - Villes et lieux desservis : Sermaise, Roinville et Dourdan - Gares desservies : Sermaise et Dourdan - La Forêt |                                                                                     |                                                                                     |                                                                                     |                                                                                     |                                                                                     |                                                                                     |                                                                                     |                                                                                     |
| 4458  | Autre : - Zone traversée : 5 - Arrêts non accessibles aux UFR : — - Amplitudes horaires : — - Date de dernière mise à jour : 2 septembre 2024. |                                                                                     |                                                                                     |                                                                                     |                                                                                     |                                                                                     |                                                                                     |                                                                                     |                                                                                     |
| 4458  | Dernière actualisation : — |                                                                                     |                                                                                     |                                                                                     |                                                                                     |                                                                                     |                                                                                     |                                                                                     |                                                                                     |
| 4459  | Moulineux ⥋ Dourdan RER | Moulineux ⥋ Dourdan RER                                                             | Moulineux ⥋ Dourdan RER                                                             | Moulineux ⥋ Dourdan RER                                                             | Moulineux ⥋ Dourdan RER                                                             | Moulineux ⥋ Dourdan RER                                                             | Moulineux ⥋ Dourdan RER                                                             | Moulineux ⥋ Dourdan RER                                                             | Moulineux ⥋ Dourdan RER                                                             |
| 4459  | Ouverture / Fermeture 1991 / — | Longueur —                                                                          | Durée 20-50 min                                                                     | Nb. d’arrêts 19                                                                     | Matériel IntouroLion's Intercity                                                    | Jours de fonctionnement L, Ma, Me, J, V                                             | Jour / Soir / Nuit / Fêtes O / N / N / N                                            | Voy. / an —                                                                         | Dépôt Étampes                                                                       |
| 4459  | Desserte : - Villes et lieux desservis : Chalou-Moulineux, Mérobert, Saint-Escobille, Authon-la-Plaine, Plessis-Saint-Benoist, Richarville, Les Granges-le-Roi et Dourdan - Gares desservies : Dourdan - La Forêt et Dourdan |                                                                                     |                                                                                     |                                                                                     |                                                                                     |                                                                                     |                                                                                     |                                                                                     |                                                                                     |
| 4459  | Autre : - Zone traversée : 5 - Arrêts non accessibles aux UFR : — - Amplitudes horaires : La ligne fonctionne : - le lundi, mardi, jeudi et vendredi en période scolaire de 6 h 20 à 9 h 10 puis de 15 h 50 à 19 h 40 ; - le mercredi en période scolaire de 6 h 20 à 9 h 20 puis de 11 h 35 à 19 h 40 ; - le lundi, mardi, mercredi et jeudi en période de vacances scolaires de 6 h 20 à 7 h 35 puis de 18 h 25 à 19 h 40 ; - le mercredi en période de vacances scolaires de 6 h 20 à 9 h 20 puis de 11 h 35 à 19 h 40. - Particularités : - - Date de dernière mise à jour : 12 avril 2020.            |                                                                                     |                                                                                     |                                                                                     |                                                                                     |                                                                                     |                                                                                     |                                                                                     |                                                                                     |
| 4459  | Dernière actualisation : — |                                                                                     |                                                                                     |                                                                                     |                                                                                     |                                                                                     |                                                                                     |                                                                                     |                                                                                     |
| 4461  | Dourdan — Z.I. de Vaubenard ⥋ Gare de Dourdan | Dourdan — Z.I. de Vaubenard ⥋ Gare de Dourdan                                       | Dourdan — Z.I. de Vaubenard ⥋ Gare de Dourdan                                       | Dourdan — Z.I. de Vaubenard ⥋ Gare de Dourdan                                       | Dourdan — Z.I. de Vaubenard ⥋ Gare de Dourdan                                       | Dourdan — Z.I. de Vaubenard ⥋ Gare de Dourdan                                       | Dourdan — Z.I. de Vaubenard ⥋ Gare de Dourdan                                       | Dourdan — Z.I. de Vaubenard ⥋ Gare de Dourdan                                       | Dourdan — Z.I. de Vaubenard ⥋ Gare de Dourdan                                       |
| 4461  | Ouverture / Fermeture — / — | Longueur —                                                                          | Durée 5-25 min                                                                      | Nb. d’arrêts 12                                                                     | Matériel —                                                                          | Jours de fonctionnement L, Ma, Me, J, V                                             | Jour / Soir / Nuit / Fêtes O / N / N / N                                            | Voy. / an —                                                                         | Dépôt —                                                                             |
| 4461  | Desserte : - Villes et lieux desservis : Angervilliers, Le Val-Saint-Germain, Saint-Cyr-sous-Dourdan et Dourdan - Gare desservie : Dourdan |                                                                                     |                                                                                     |                                                                                     |                                                                                     |                                                                                     |                                                                                     |                                                                                     |                                                                                     |
| 4461  | Autre : - Zone traversée : 5 - Arrêts non accessibles aux UFR : — - Amplitudes horaires : La ligne fonctionne : - du lundi au vendredi en période scolaire de 7 h 20 à 9 h 10 puis de 15 h 40 à 18 h 25 / de 11 h 40 à 18 h 25 (le mercredi uniquement) ; - du lundi au vendredi en période de vacances scolaires de 7 h 20 à 8 h 25 puis de 17 h 5 à 18 h 25. - Date de dernière mise à jour : 24 août 2016. |                                                                                     |                                                                                     |                                                                                     |                                                                                     |                                                                                     |                                                                                     |                                                                                     |                                                                                     |
| 4461  | Dernière actualisation : — |                                                                                     |                                                                                     |                                                                                     |                                                                                     |                                                                                     |                                                                                     |                                                                                     |                                                                                     |
| 4462  | Limours — Monument ⥋ Gare de Dourdan | Limours — Monument ⥋ Gare de Dourdan                                                | Limours — Monument ⥋ Gare de Dourdan                                                | Limours — Monument ⥋ Gare de Dourdan                                                | Limours — Monument ⥋ Gare de Dourdan                                                | Limours — Monument ⥋ Gare de Dourdan                                                | Limours — Monument ⥋ Gare de Dourdan                                                | Limours — Monument ⥋ Gare de Dourdan                                                | Limours — Monument ⥋ Gare de Dourdan                                                |
| 4462  | Ouverture / Fermeture — / — | Longueur —                                                                          | Durée 15-50 min                                                                     | Nb. d’arrêts 23                                                                     | Matériel —                                                                          | Jours de fonctionnement L, Ma, Me, J, V, S                                          | Jour / Soir / Nuit / Fêtes O / N / N / N                                            | Voy. / an —                                                                         | Dépôt —                                                                             |
| 4462  | Desserte : - Villes et lieux desservis : Limours, Forges-les-Bains, Briis-sous-Forges, Vaugrigneuse, Angervilliers, Saint-Cyr-sous-Dourdan et Dourdan - Gares desservies : Dourdan et Dourdan - La Forêt |                                                                                     |                                                                                     |                                                                                     |                                                                                     |                                                                                     |                                                                                     |                                                                                     |                                                                                     |
| 4462  | Autre : - Zone traversée : 5 - Arrêts non accessibles aux UFR : — - Amplitudes horaires : La ligne fonctionne : - du lundi au vendredi en période scolaire de 7 h à 9 h 20 puis de 15 h 45 à 19 h 5 / de 12 h 5 à 19 h (le mercredi uniquement) ; - du lundi au vendredi en période de vacances scolaires de 8 h 5 à 8 h 50 puis de 18 h 40 à 19 h. - Date de dernière mise à jour : 10 octobre 2016. |                                                                                     |                                                                                     |                                                                                     |                                                                                     |                                                                                     |                                                                                     |                                                                                     |                                                                                     |
| 4462  | Dernière actualisation : — |                                                                                     |                                                                                     |                                                                                     |                                                                                     |                                                                                     |                                                                                     |                                                                                     |                                                                                     |
| 4463  | Limours — Monument ⥋ Gare de Dourdan | Limours — Monument ⥋ Gare de Dourdan                                                | Limours — Monument ⥋ Gare de Dourdan                                                | Limours — Monument ⥋ Gare de Dourdan                                                | Limours — Monument ⥋ Gare de Dourdan                                                | Limours — Monument ⥋ Gare de Dourdan                                                | Limours — Monument ⥋ Gare de Dourdan                                                | Limours — Monument ⥋ Gare de Dourdan                                                | Limours — Monument ⥋ Gare de Dourdan                                                |
| 4463  | Ouverture / Fermeture — / — | Longueur —                                                                          | Durée 20-55 min                                                                     | Nb. d’arrêts 25                                                                     | Matériel —                                                                          | Jours de fonctionnement L, Ma, Me, J, V, S                                          | Jour / Soir / Nuit / Fêtes O / N / N / N                                            | Voy. / an —                                                                         | Dépôt —                                                                             |
| 4463  | Desserte : - Villes et lieux desservis : Limours, Briis-sous-Forges, Fontenay-lès-Briis, Courson-Monteloup, Saint-Maurice-Montcouronne, Vaugrigneuse, Le Val-Saint-Germain, Saint-Cyr-sous-Dourdan et Dourdan - Gares desservies : Dourdan et Dourdan - La Forêt |                                                                                     |                                                                                     |                                                                                     |                                                                                     |                                                                                     |                                                                                     |                                                                                     |                                                                                     |
| 4463  | Autre : - Zone traversée : 5 - Arrêts non accessibles aux UFR : — - Amplitudes horaires : La ligne fonctionne en période scolaire du lundi au vendredi de 6 h 55 à 9 h puis de 15 h 45 à 18 h 40 / de 12 h 5 à 18 h 40 (le mercredi uniquement) et le samedi de 6 h 55 à 8 h 55 puis de 12 h 5 à 13 h. - Date de dernière mise à jour : 10 octobre 2016. |                                                                                     |                                                                                     |                                                                                     |                                                                                     |                                                                                     |                                                                                     |                                                                                     |                                                                                     |
| 4463  | Dernière actualisation : — |                                                                                     |                                                                                     |                                                                                     |                                                                                     |                                                                                     |                                                                                     |                                                                                     |                                                                                     |

### Lignes 9102 et 9103
| Ligne | Caractéristiques | Caractéristiques                            | Caractéristiques                            | Caractéristiques                            | Caractéristiques                                               | Caractéristiques                            | Caractéristiques                            | Caractéristiques                            | Caractéristiques                            |
| 9102  | Gare du Guichet ⥋ Gare de Dourdan | Gare du Guichet ⥋ Gare de Dourdan           | Gare du Guichet ⥋ Gare de Dourdan           | Gare du Guichet ⥋ Gare de Dourdan           | Gare du Guichet ⥋ Gare de Dourdan                              | Gare du Guichet ⥋ Gare de Dourdan           | Gare du Guichet ⥋ Gare de Dourdan           | Gare du Guichet ⥋ Gare de Dourdan           | Gare du Guichet ⥋ Gare de Dourdan           |
| ----- | --- | ------------------------------------------- | ------------------------------------------- | ------------------------------------------- | -------------------------------------------------------------- | ------------------------------------------- | ------------------------------------------- | ------------------------------------------- | ------------------------------------------- |
| 9102  | Ouverture / Fermeture 1993 / — | Longueur —                                  | Durée 35-45 min                             | Nb. d’arrêts 13                             | Matériel Citaro LE ÜCitaro C2 LE ÜS 415 ÜLS 417 ÜLCrossway Pro | Jours de fonctionnement L, Ma, Me, J, V, S  | Jour / Soir / Nuit / Fêtes O / N / N / N    | Voy. / an —                                 | Dépôts Saint-Arnoult-en-YvelinesÉtampes     |
| 9102  | Desserte : - Ville et lieux desservis : Orsay, Les Ulis, Villebon-sur-Yvette, Briis-sous-Forges, Longvilliers et Dourdan - Gares desservies : Le Guichet et Dourdan |                                             |                                             |                                             |                                                                |                                             |                                             |                                             |                                             |
| 9102  | Autre : - Zones traversées : 4 et 5 - Arrêts non accessibles aux UFR : — - Amplitudes horaires : La ligne fonctionne du lundi au vendredi de 5 h 50 à 20 h 50 et le samedi de 7 h 10 à 13 h 55 puis de 16 h 10 à 19 h 55. - Date de dernière mise à jour : 2 septembre 2024. |                                             |                                             |                                             |                                                                |                                             |                                             |                                             |                                             |
| 9102  | Dernière actualisation : — |                                             |                                             |                                             |                                                                |                                             |                                             |                                             |                                             |
| 9103  | Gare de Massy - Palaiseau ⥋ Gare de Dourdan | Gare de Massy - Palaiseau ⥋ Gare de Dourdan | Gare de Massy - Palaiseau ⥋ Gare de Dourdan | Gare de Massy - Palaiseau ⥋ Gare de Dourdan | Gare de Massy - Palaiseau ⥋ Gare de Dourdan                    | Gare de Massy - Palaiseau ⥋ Gare de Dourdan | Gare de Massy - Palaiseau ⥋ Gare de Dourdan | Gare de Massy - Palaiseau ⥋ Gare de Dourdan | Gare de Massy - Palaiseau ⥋ Gare de Dourdan |
| 9103  | Ouverture / Fermeture 1993 / — | Longueur —                                  | Durée 30-35 min                             | Nb. d’arrêts 5                              | Matériel Citaro LÜ Facelift S 417 ÜL S 419 ÜL Skyliner Express | Jours de fonctionnement L, Ma, Me, J, V, S  | Jour / Soir / Nuit / Fêtes O / N / N / N    | Voy. / an —                                 | Dépôts Saint-Arnoult-en-Yvelines            |
| 9103  | Desserte : - Ville et lieux desservis : Massy, Briis-sous-Forges, Longvilliers et Dourdan - Gares desservies : Massy - Palaiseau et Dourdan |                                             |                                             |                                             |                                                                |                                             |                                             |                                             |                                             |
| 9103  | Autre : - Zones traversées : 4 et 5 - Arrêts non accessibles aux UFR : — - Amplitudes horaires : La ligne fonctionne du lundi au vendredi de 5 h 30 à 22 h 10 et le samedi de 6 h à 21 h 30. - Date de dernière mise à jour : 2 septembre 2024.                              |                                             |                                             |                                             |                                                                |                                             |                                             |                                             |                                             |
| 9103  | Dernière actualisation : — |                                             |                                             |                                             |                                                                |                                             |                                             |                                             |                                             |

### Ligne de soirée
| Ligne  | Caractéristiques | Caractéristiques                              | Caractéristiques                              | Caractéristiques                              | Caractéristiques                              | Caractéristiques                              | Caractéristiques                              | Caractéristiques                              | Caractéristiques                              |
| Soirée | Soirée Étampes | Soirée Étampes                                | Soirée Étampes                                | Soirée Étampes                                | Soirée Étampes                                | Soirée Étampes                                | Soirée Étampes                                | Soirée Étampes                                | Soirée Étampes                                |
| Soirée | Gare d'Étampes ⥋ Desserte d'Étampes en soirée | Gare d'Étampes ⥋ Desserte d'Étampes en soirée | Gare d'Étampes ⥋ Desserte d'Étampes en soirée | Gare d'Étampes ⥋ Desserte d'Étampes en soirée | Gare d'Étampes ⥋ Desserte d'Étampes en soirée | Gare d'Étampes ⥋ Desserte d'Étampes en soirée | Gare d'Étampes ⥋ Desserte d'Étampes en soirée | Gare d'Étampes ⥋ Desserte d'Étampes en soirée | Gare d'Étampes ⥋ Desserte d'Étampes en soirée |
| ------ | --- | --------------------------------------------- | --------------------------------------------- | --------------------------------------------- | --------------------------------------------- | --------------------------------------------- | --------------------------------------------- | --------------------------------------------- | --------------------------------------------- |
| Soirée | Ouverture / Fermeture 1er août 2022 / — | Longueur —                                    | Durée —                                       | Nb. d’arrêts 35                               | Matériel —                                    | Jours de fonctionnement L, Ma, Me, J, V, S    | Jour / Soir / Nuit / Fêtes N / O / N / N      | Voy. / an —                                   | Dépôt —                                       |
| Soirée | Desserte : - Ville et lieux desservis : Étampes - Gare desservie : Étampes |                                               |                                               |                                               |                                               |                                               |                                               |                                               |                                               |
| Soirée | Autre : - Zones traversées : 5 - Arrêts non accessibles aux UFR : — - Amplitudes horaires : NC - Substitution nocturne : Ce service remplace les lignes de journée et dépose les voyageurs aux arrêts demandés, sans itinéraire fixe. - Date de dernière mise à jour : 23 juillet 2022. |                                               |                                               |                                               |                                               |                                               |                                               |                                               |                                               |
| Soirée | Dernière actualisation : — |                                               |                                               |                                               |                                               |                                               |                                               |                                               |                                               |

### Transport à la demande
Le réseau de bus est complété par trois services de transport à la demande : le « TàD Étampes », le « TàD Lardy-Étréchy » et le « TàD Dourdan ».

## Gestion et exploitation
Les réseaux de transports en commun franciliens sont organisés par Île-de-France Mobilités. L'exploitation du réseau de bus Essonne Sud Ouest revient à Francilité Ouest Essonne depuis le 1er août 2022.

### Parc de véhicules

#### Dépôts
Les dépôts ont pour mission de stocker les différents véhicules, mais également d'assurer leur entretien préventif et curatif. L'entretien curatif ou correctif a lieu quand une panne ou un dysfonctionnement est signalé par un machiniste.
Le nouvel exploitant récupère les Centres Opérationnels Bus (COB) situés à Étampes (anciens locaux de Keolis Ormont), ainsi que ceux de Boissy-le-Cutté et à Saint-Arnoult-en-Yvelines.

#### Détails du parc
Le réseau de bus Essonne Sud Ouest dispose d'un parc de véhicules composé de midibus, autobus standards, et autocars interurbains:

#### Midibus
| Constructeur  | Modèle      | Nombre | Numéros de parc | Période de mise en service | Affectation | Observation                              |
| ------------- | ----------- | ------ | --------------- | -------------------------- | ----------- | ---------------------------------------- |
| Mercedes-Benz | Citaro K C2 | 1      | 223115          | Depuis Avril 2015          | -           | Ex-Keolis Ormont depuis le 1er août 2022 |

#### Autobus standards
| Constructeur  | Modèle    | Nombre | Numéros de parc                               | Période de mise en service             | Affectation                                            | Observation |
| ------------- | --------- | ------ | --------------------------------------------- | -------------------------------------- | ------------------------------------------------------ | --- |
| Heuliez-Bus   | GX 327    | 4      | 221398-221399 ; 221400-221401                 | Depuis Janvier 2014                    | 4401 4402 4403 4405 4406 4440 4451 4452 4453 4454 4455 | Ex-Transdev TRA depuis le 1er août 2022 |
| Heuliez-Bus   | GX 337    | 6      | 221406 ; 221410-221414                        | Entre Septembre 2015 et Septembre 2018 | -                                                      | 221406, 221410 et 221411 : Ex-Transdev CEAT depuis le 1er août 2022 221412-221414 : Ex-Transdev STRAV depuis le 1er août 2022                   |
| Mercedes-Benz | Citaro C2 | 11     | 221402-221405 ; 221407-221409 ; 221415-221418 | Entre Mai 2014 et Juin 2020            | 4401 4402 4403 4405 4406 4409                          | 221402-221403 : Ex-Keolis Vélizy depuis le 1er août 2022 221404-221405, 221407-221409, 221415-221418 : Ex-Keolis Ormont depuis le 1er août 2022 |
| Setra         | S 415 NF  | 1      | 221397                                        | Depuis Juillet 2009                    | -                                                      | Ex-Keolis Ormont depuis le 1er août 2022 |

#### Autocars interurbains
| Constructeur  | Modèle                 | Nombre | Numéros de parc                   | Période de mise en service           | Affectation                                       | Observation |
| ------------- | ---------------------- | ------ | --------------------------------- | ------------------------------------ | ------------------------------------------------- | --- |
| Irisbus       | Crossway               | 3      | 227487-227488 ; 227498            | Entre Décembre 2009 et Octobre 2010  | -                                                 | Ex-Transdev CEAT depuis le 1er août 2022 |
| Iveco Bus     | Crossway High Value    | 1      | 227520                            | Depuis Décembre 2014                 | 4413 4441                                         | Ex-Transdev CEAT depuis le 1er août 2022 |
| Iveco Bus     | Crossway LE Line       | 2      | 227522 ; 227544                   | Entre Décembre 2014 et Août 2018     | 4404 4413 4441                                    | Ex-Transdev CEAT depuis le 1er août 2022 |
| MAN           | Lion's Intercity C R61 | 2      | 227530-227531                     | Entre Septembre 2017 et Août 2017    | -                                                 | Ex-Keolis Ormont depuis le 1er août 2022 |
| Mercedes-Benz | Intouro II             | 4      | 227514 ; 227524 ; 227529 ; 227536 | Entre Juillet 2014 et Juillet 2018   | 4404 4410 4413 4436 4441 4451 4452 4457 9102 9103 | 227514 et 227536 : Ex-Transdev Rambouillet depuis le 1er août 2022 227524 et 227529 : Ex-Keolis Ormont depuis le 1er août 2022 |
| Mercedes-Benz | Intouro II E           | 4      | 227505 ; 227509-227511            | Entre Juillet 2012 et Juillet 2013   | 4451 4452 4457 9102                               | Ex-Transdev Rambouillet depuis le 1er août 2022 |
| Neoplan       | Skyliner P06           | 15     | 228025-228039                     | Entre Novembre 2018 et Janvier 2021  | 9103                                              | 228025-228032 : Ex-Transdev Les Cars d'Orsay depuis le 1er août 2022 228033-228039 : Ex-Transdev Rambouillet depuis le 1er août 2022 |
| Setra         | S 415 ÜL               | 3      | 227485 ; 227519 ; 227527          | Entre Septembre 2008 et Octobre 2015 | 4404 4413 4441 4457 9102                          | 227485 : Ex-Transdev STRAV depuis le 1er août 2022 227519 : Ex-Transdev Les Cars d'Orsay depuis le 1er août 2022 227527 : Ex-Keolis Ormont depuis le 1er août 2022 |
| Setra         | S 417 ÜL               | 11     | 228014-228024                     | Entre Octobre 2015 et Octobre 2019   | 4457 9102 9103                                    | 228014, 228016, 228020-228021 : Ex-Transdev Les Cars d'Orsay depuis le 1er août 2022 228015, 228017-228019 : ex-Transdev Rambouillet depuis le 1er août 2022 228022 : ex-Keolis Ormont depuis le 1er août 2022 228023 : ex-Transdev CEAT depuis le 1er août 2022 228024 : ex-Keolis Meyer depuis le 1er août 2022 |

### Tarification et fonctionnement
La tarification des lignes d'autobus d'Île-de-France est unifiée et accessible avec les mêmes abonnements. Un ticket « bus-tram », qui remplace le ticket t+ au 1er janvier 2025, permet un trajet simple quelle que soit la distance, avec une ou plusieurs correspondances possibles avec les autres lignes de bus et de tramway pendant une durée maximale de 1 h 30 entre la première et dernière validation. En revanche, un ticket validé dans un bus ne permet pas d'emprunter le métro, ni le Transilien et le RER. Les lignes Orlybus et Roissybus, assurant de façon directe les dessertes aéroportuaires via autoroute, disposent d'une tarification spécifique mais sont accessibles avec les abonnements habituels.
Les tarifs des billets et abonnements dont le montant est limité par décision politique ne couvrent pas les frais réels de transport. Le manque à gagner est compensé par l'autorité organisatrice, Île-de-France Mobilités, présidée depuis 2005 par le président du conseil régional d'Île-de-France et composé d'élus locaux. Elle définit les conditions générales d'exploitation ainsi que la durée et la fréquence des services. L'équilibre financier du fonctionnement est assuré par une dotation globale annuelle aux transporteurs de la région grâce au versement mobilité payé par les entreprises et aux contributions des collectivités publiques.

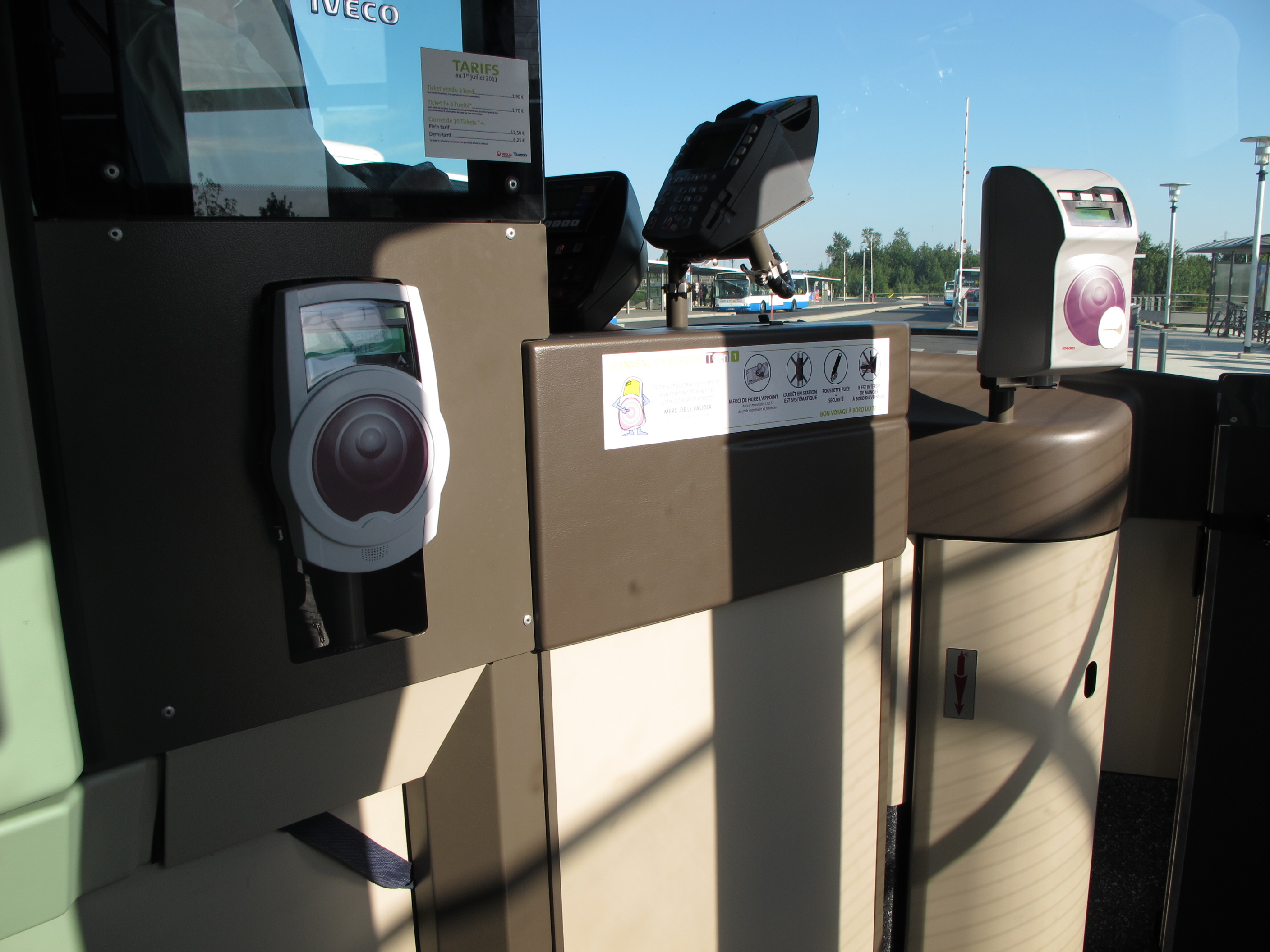
Validateurs pour passes Navigo (à gauche) et pour tickets carton (à droite) présents dans les bus et tramway.

L’achat de ticket par SMS est possible depuis 2018, en envoyant le numéros du bus au format collé « BUS + numéro de la ligne » au 93100 (coût de 2,50€ depuis le 01/01/2023 prélevé sur les factures de téléphone, anciennement ESSONNESO avant le 2 septembre 2024). Ce ticket SMS est valable 1h sans correspondance.